# 巴伐利亚
巴伐利亞自由州（德語：Freistaat Bayern，發音：[ˈfʁaɪʃtaːt ˈbaɪɐn] ⓘ），简称巴伐利亚州，通稱巴伐利亞，也译作拜仁州、拜恩州，是德意志联邦共和国东南部的一个联邦州，首府位於慕尼黑，其西北部与巴登-符腾堡、图林根、萨克森、黑森诸州接壤，东部与捷克，南部与奥地利接壤。
巴伐利亞的面積可以佔到德国的1/5，是德國面積最大的州，也是人口和經濟第二高的州，僅次于北萊茵-西法倫，佔據德国GDP的18%。州府慕尼黑为其最大城市，是德國南部人口最多的城市，北部中弗兰肯行政区纽伦堡为该州第二大城市，也是北拜仁的最大城市；第三大城市是西南部的奥格斯堡，在罗马时代就已存在的边境要塞都市。许多德国跨國企业的总部均位於巴伐利亚的境内，例如BMW、奥迪、西门子、英飞凌、彪马、愛迪達等，其經濟總量甚至比很多歐洲小國還要高，是德國的汽車工業、電子工業、化學和製藥行業的中心。
巴伐利亞人在文化上与德国北部、東部的那些州都有著非常明顯的不同，卻經常成為外國人對整個德國的刻板印象，例如天主教信仰、巴伐利亚语、新天鹅城堡、慕尼黑啤酒節、德式烤豬腳及酸菜料理、东南德的民族服裝和實力雄厚的工業。

## 名稱
「巴伐利亚」來自拉丁文及其衍生的英語稱呼，德文「Bayern」音譯應作「拜恩」、「拜仁」。
自1806年起，該國名稱一直以「Baiern」拼寫。然而在1825年10月20日巴伐利亞國王路德维希一世頒布命令，該命令正式取代了自1806年以來的「Königreich Baiern」寫法。國王改用「希臘式」的Ypsilon字母拼寫，更名為「Bayern」，這與他本人的親希臘主義（Philhellenismus）有關。在此之前，該國名稱經常以「i」拼寫，但也有大量更早期使用「y」拼寫的文獻記錄。在慕尼黑蘇維埃共和國時期，曾短暫恢復「Baiern」的拼寫方式。
即使在德意志帝國時期，拼寫方式亦未實現全國統一：普魯士首相奧托·馮·俾斯麥在1880年代與路德维希二世的書信往來中仍使用傳統的「i」拼寫，而巴伐利亞國王則堅持採用「y」拼寫。

## 历史

### 古代

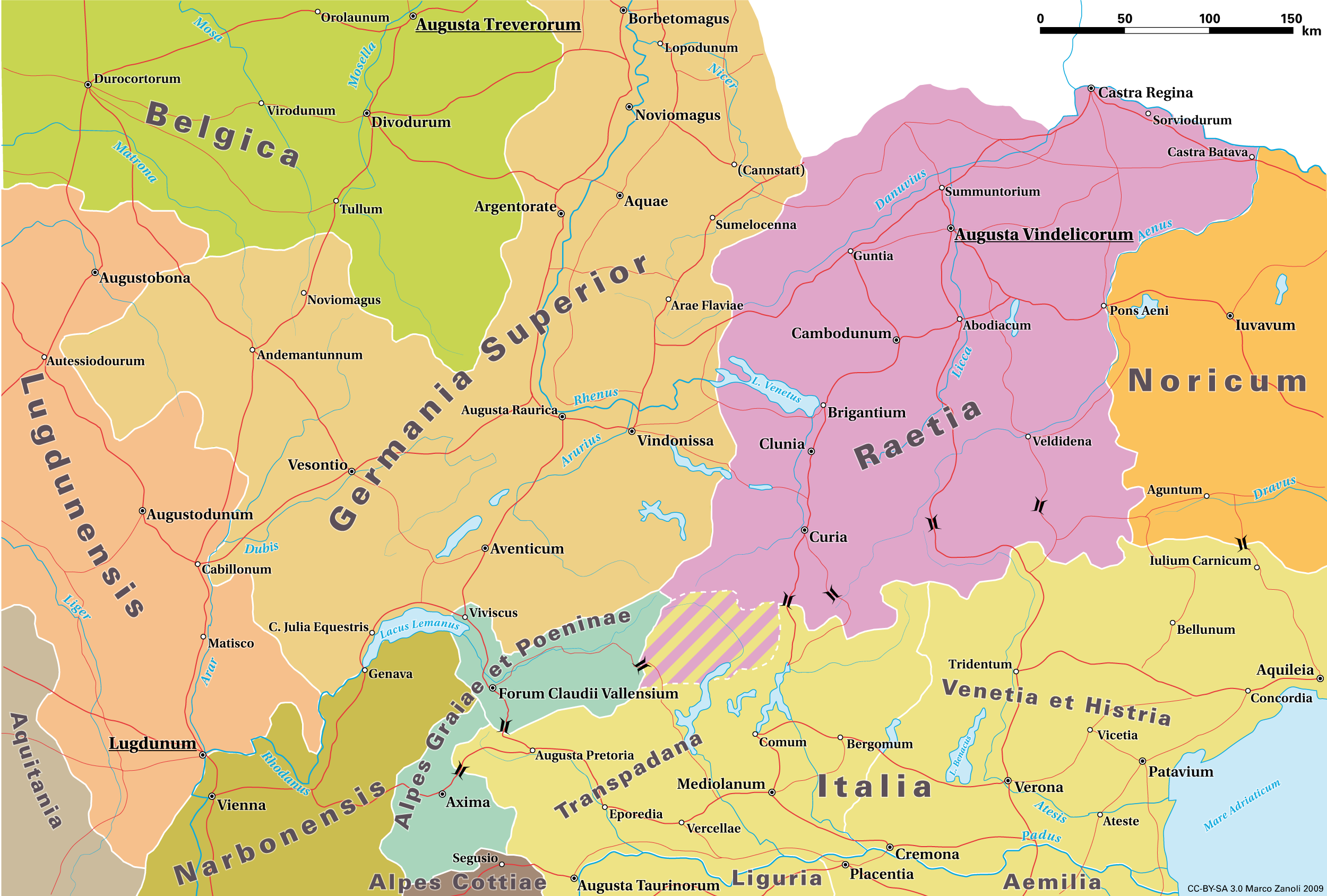
150年时罗马帝国在德国南部的统治区

巴伐利亚出自居住在此地的巴伐利人，是罗马帝国统治该地时，罗马人给予该地的名称。
儘管自舊石器時代以來就有人類居住於巴伐利亞，但青銅時代的凱爾特部落如博伊人，是巴伐利亞阿爾卑斯山地區最早有記載的居民。2023年6月，考古學家在一座凱爾特古村落發現了一把可追溯至公元前14世紀的青銅劍，其工藝保存極好，幾乎還閃閃發亮。在近代早期，這些族群被認為是巴伐利亞最古老的文化，儘管印歐語系其實是該地區的後來者。今巴伐利亞地區可發現古代施特勞賓文化、烏涅季采文化與拉坦文化的遺跡。
考古學家已知，在慕尼黑北郊的曾建立起一座大型凱爾特鐵器時代聚落。有證據表明，從公元前450年起，約有500人居住於此村莊。當地生活似乎圍繞著一座可能是市政廳或神廟的建築展開，並持續存在至公元1000年左右。在上巴伐利亞的曼興，一座未設防的半都市化社會在公元前3世紀至公元1世紀初之間興盛繁榮。該聚落擁有食物烘爐、陶窯與冶金爐。至公元前200年，該社群已有活躍貿易活動——出土的硬幣與一座金製聖樹圖騰顯示其與遠方的義大利-希臘社群有所聯繫。
至公元前1世紀，羅馬帝國征服了巴伐利亞地區。根據記載，奧古斯都於公元前8至5年命令在今日慕尼黑西北60公里處建立帝國軍營，該營地後來發展為奧古斯塔·溫德利科盧姆（Augusta Vindelicorum），成為雷蒂亞行省的首府。另一座堡壘則建於公元60年，在今日曼興以西，其存在可由發現的古羅馬軍靴佐證。至公元2世紀末，包括馬科曼尼人在內的日耳曼部落開始在馬科曼尼戰爭中對抗馬爾庫斯·奧列里烏斯與其子康茂德所領導的羅馬軍。公元180年，康茂德決定放棄對巴伐利亞地區的佔領，將其控制權交還給凱爾特與日耳曼部落。

### 中世紀
約在公元500年，部分勝利的馬科曼尼人組成了巴伐利人（Bavarii）聯盟，統合了波希米亞與巴伐利亞地區。在530年代，墨洛溫王朝擊敗法蘭克人後，將圖林根王國併入版圖。1个世紀後，拜瓦里人（Baiuvarii）逐漸被法蘭克化。圖林根法典（Lex Thuringorum）記載了一種貴族階層，稱為adalingi。約從554年至788年間，阿吉洛爾芬王朝（Agilolfing）統治巴伐利亞公國，直至塔西洛三世（Tassilo III）被查理曼罷黜為止。
巴伐利亞的塔西洛一世曾嘗試抵禦斯拉夫民族與潘諾尼亞阿瓦爾人於公元600年前後向東擴張的攻勢。加里巴爾德二世則似乎在610年至616年間維持了勢力均衡。
公爵胡貝特於735年去世後，公國由鄰近的阿勒曼尼亞的奧迪洛繼承。奧迪洛頒布了《拜瓦里人法典》（Lex Baiuvariorum），並於739年與聖博尼法斯合作完成了教會制度的建立。他試圖介入加洛林王朝的法蘭克王位繼承爭端，並為之出兵。雖於743年在奧格斯堡附近戰敗，但仍統治至748年去世。
聖博尼法斯於8世紀初完成了對巴伐利亞居民的基督教化。塔西洛三世繼位為巴伐利亞統治者，初期仍受法蘭克監督，然自763年起開始獨立行事。他以創建新修道院與對東部擴張著稱，打壓東阿爾卑斯山與多瑙河沿岸的斯拉夫人並殖民該地。惟自781年起，查理曼逐漸加強壓力，塔西祿最終於788年被罷黜。792年，一場針對查理曼的政變在雷根斯堡爆發，由其私生子駝背的丕平領導。

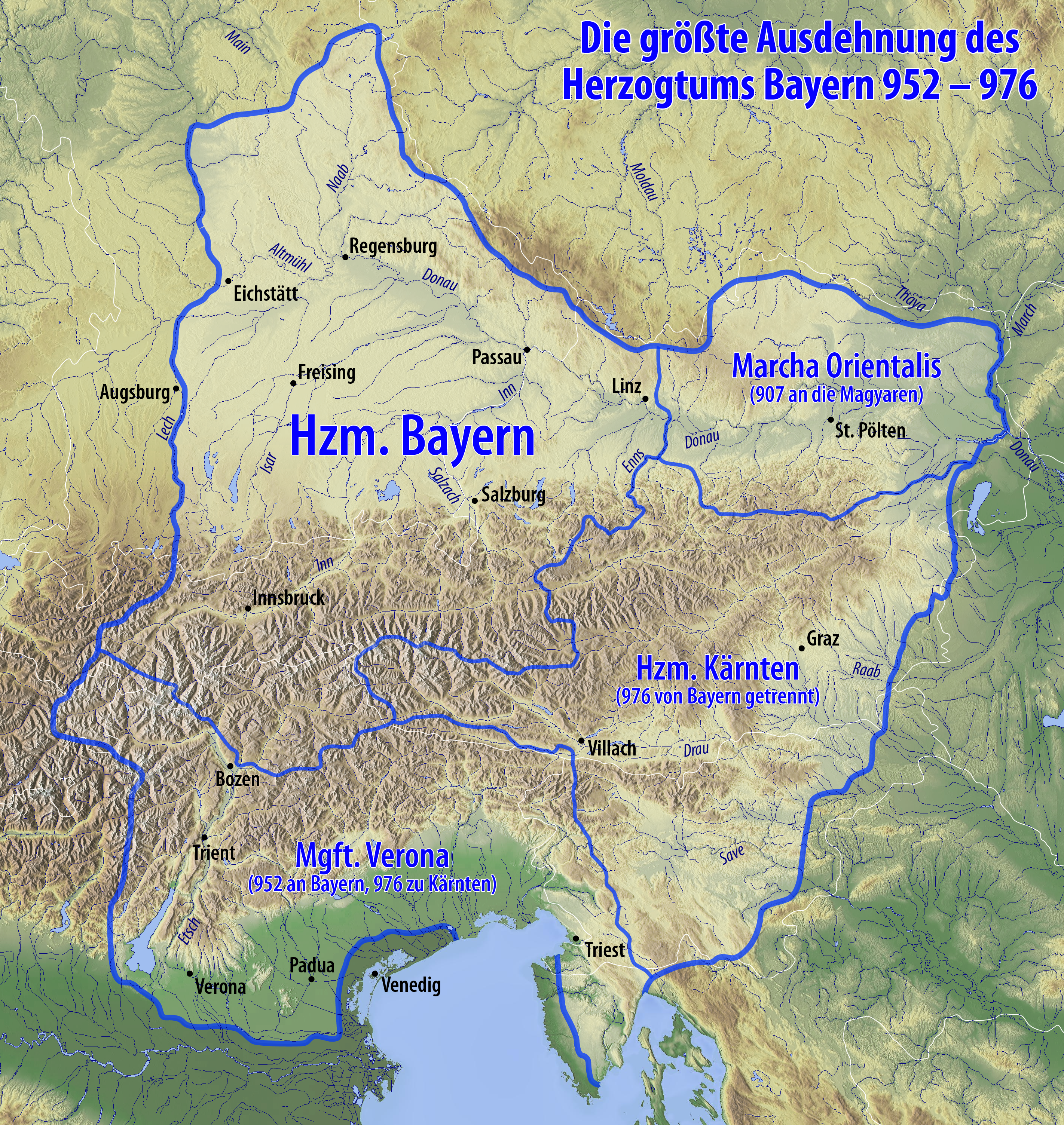
10世紀的巴伐利亞地圖

976年，巴伐利亞公爵亨利二世發動叛亂，導致巴伐利亞失去了大片南部與東南部領土。
最著名的巴伐利亞公爵之一是韋爾夫家族的亨利獅子，他建立了慕尼黑，並身兼兩公國的統治者，是帝國中地位僅次於皇帝的重要人物。1180年，他因與表親紅鬍子腓特烈一世（即神聖羅馬皇帝）對抗而被罷黜，巴伐利亞被封給維特爾斯巴赫家族——施基倫（今「謝恩」）的宮相。他們從1180年起統治巴伐利亞長達738年，直至1918年。同年，施泰爾馬克亦自巴伐利亞分離。1214年，維特爾斯巴赫家族還取得了普法爾茨選侯國，統治該地6個世紀。
1255年，巴伐利亞首次被瓜分。1268年，霍亨斯陶芬家族絕嗣，其施瓦本領地由維特爾斯巴赫家族繼承。巴伐利亞的路易四世取得勃蘭登堡、蒂羅爾伯國、荷蘭伯國與埃諾伯國，但於1329年將上普法爾茨劃給家族的普法爾茨分支。同時期，薩爾茨堡亦最終從巴伐利亞公國獨立。
14與15世紀，巴伐利亞上、下地區數度再度分裂。1392年後，共存在四個公國：施特勞賓-巴伐利亞、蘭茨胡特-巴伐利亞、因戈爾施塔特-巴伐利亞與慕尼黑-巴伐利亞。1506年經歷蘭茨胡特繼承戰爭後，巴伐利亞重新統一，慕尼黑成為唯一首都。該地亦成為反宗教改革運動的重要中心。1623年三十年战争早期巴伐利亚公爵取代了他们的表亲普法尔茨伯爵获得了神圣罗马帝国内强大的选帝侯名衔，从那时起不但决定了巴伐利亚拥有选举罗马人民的国王和神圣罗马帝国皇帝的权利，而且获得在帝国法律之下的特别正式地位。

### 選侯國時期

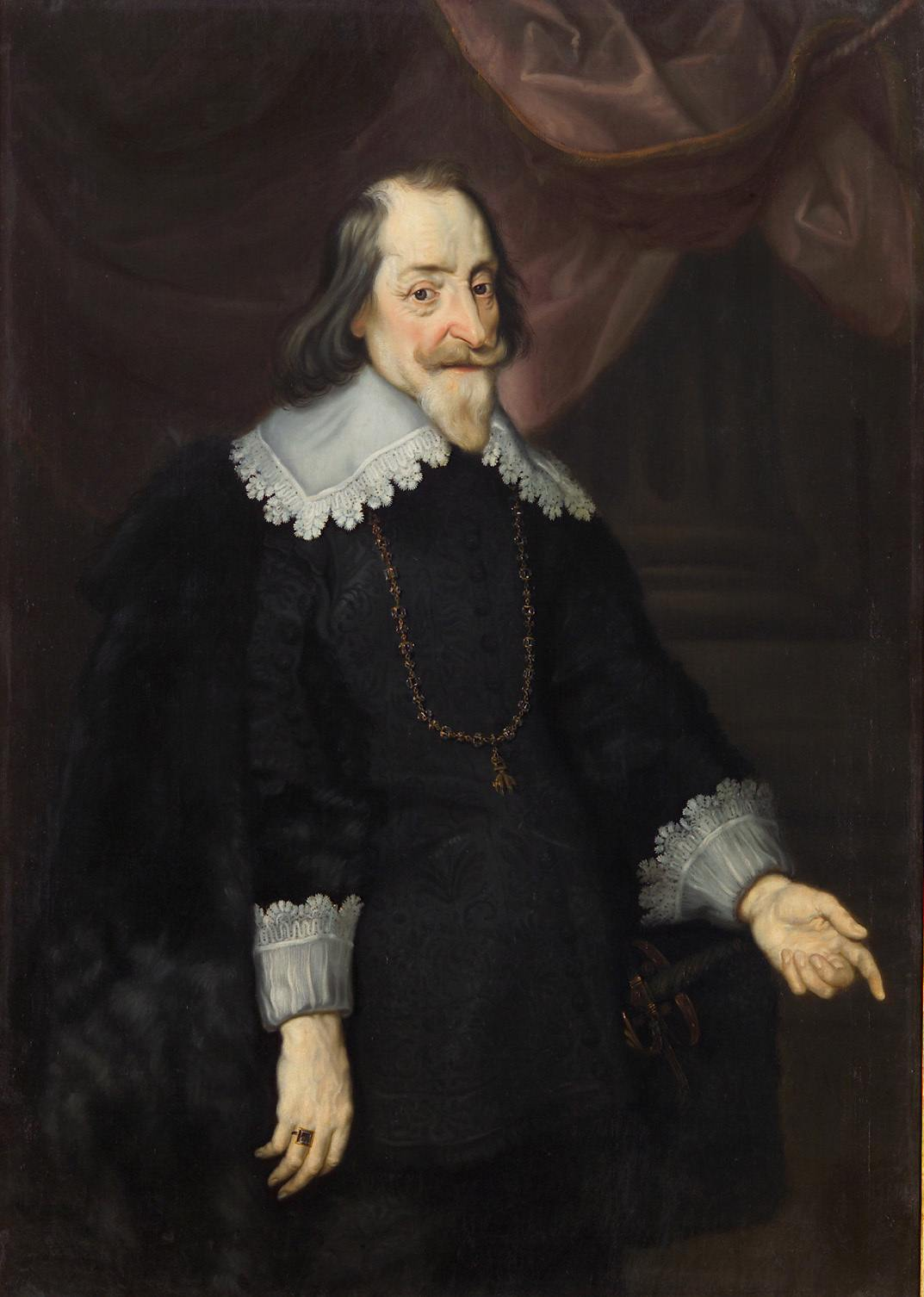
在1623年雷根斯堡諸侯會議上巴伐利亞公爵馬克西米利安一世獲得了選侯位階，使其取代普法爾茨成為帝國選帝侯之一，從而顯著提升了維特爾斯巴赫家族在帝國中的地位

1623年，在三十年戰爭初期，巴伐利亞公爵取代其普法爾茨分支親戚，獲得了普法爾茨選侯國的地位，取得了神聖羅馬帝國中極具權力的選帝侯頭銜，從此得以參與神聖羅馬皇帝的選舉，並享有特殊的法律地位。
18世紀初與中期，巴伐利亞選侯的野心引發與奧地利多次戰爭及被奧地利佔領（西班牙王位繼承戰爭、奧地利王位繼承戰爭），並曾一度成功選出維特爾斯巴赫家族成員為皇帝而非哈布斯堡家族。
為了紀念巴伐利亞與普法爾茨選侯國（皆為維特爾斯巴赫領地）的統一，選侯馬克西米利安四世·約瑟夫加冕為巴伐利亞國王。馬克西米利安·約瑟夫迅速更改了國徽，將各種紋章圖樣移除，改為經典的維特爾斯巴赫菱形圖案——藍白菱格象徵王國內部領地的統一。
新建立的巴伐利亞王國亦囊括了於利希公國與貝格公國，因這兩地與普法爾茨為共主聯邦關係。

### 王國時期

19世紀的巴伐利亞地圖（青色）

隨著拿破崙崛起與神聖羅馬帝國的瓦解，巴伐利亞於1806年升格為巴伐利亞王國，並加入萊茵邦聯。
於利希公國割讓給法國，普法爾茨選侯國則被法國與巴登大公國瓜分，貝格公國則被授予給若阿尚·繆拉。蒂羅爾伯國與薩爾茨堡州短暫歸入巴伐利亞，但最終於維也納會議後轉交奧地利。作為補償，巴伐利亞獲得了萊茵河西岸的普法爾茨地區與法蘭克尼亞地區（1815年）。
1799年至1817年間，首席大臣馬克西米利安·約瑟夫·馮·蒙特格拉斯採取仿效拿破崙法國的嚴格現代化政策，奠定了中央集權行政架構的基礎，該制度甚至延續至21世紀。1808年5月，馬克西米利安一世·約瑟夫頒布首部憲法，並於1818年修訂，建立兩院制議會，包括貴族院（Reichsräte）與眾議院（Abgeordneten）。該憲法一直沿用至第一次世界大戰結束、王朝垮台為止。
18世紀初，儘管普魯士王國興起，巴伐利亞透過操控普奧對立維持獨立。雖與奧地利結盟，1866年在普奧戰爭中遭擊敗，未被納入1867年成立的北德意志邦聯，但德意志統一議題仍持續發酵。1870年普法戰爭爆發後，除奧地利外的所有南德邦國（巴登、符騰堡、黑森-達姆施塔特與巴伐利亞）加入普軍行列，對法國作戰，1871年德意志帝國（Deutsches Reich）在鏡廳成立，巴伐利亞也屬於其中。

### 融入帝國
當巴伐利亞加入新成立的德意志帝國時，此舉在巴伐利亞民族主義者中引發爭議，因為他們希望保持獨立，不願與德國其他地區合併，與奧地利情況相似。由於巴伐利亞居民大多信奉天主教，許多人對由新教主導的普魯士統治感到不滿。受普魯士-巴伐利亞爭端影響，部分政黨主張巴伐利亞脫離德意志帝國、恢復獨立地位。巴伐利亞保有君主制，並在帝國內保留部分特權，如鐵路、郵政與和平時期的軍隊指揮權。但是王国内部存在很多反对意见，巴伐利亚民族主义者希望国家能像奥地利一样保留独立地位。年轻的国王路德維希二世则把精力用在建设新天鹅堡上。至20世纪初，大部分巴伐利亚人已经自我认同为德国人。
20世紀初，包括瓦西里·康丁斯基、保羅·克利、易卜生等藝術家被巴伐利亞，特別是慕尼黑施瓦本區的國際藝術氛圍吸引至此居住。

### 兩次大戰

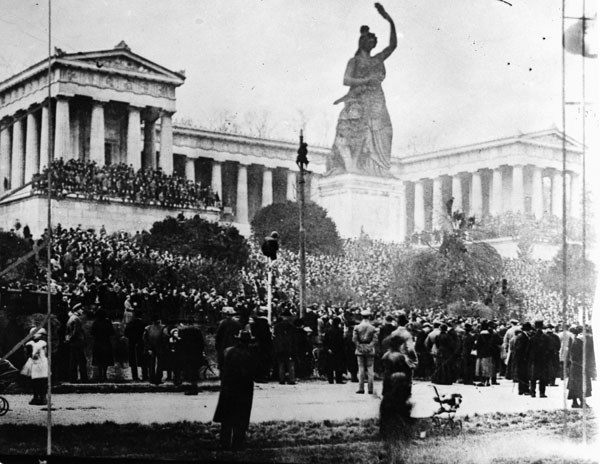
1918年11月7日特蕾西恩草地的示威活動

第一次世界大戰導致德國全境王朝體制瓦解。1918年11月8日，巴伐利亞成為德國首個廢除君主制的地區，社會主義政治家庫爾特·艾斯納宣布成立「巴伐利亞自由州」。艾斯納擔任臨時總理，領導共和政權。
11月12日，國王路德維希三世簽署阿尼夫宣言（Anif-Erklärung），解除全體公職人員與軍官的效忠誓約，艾斯納政府將其視為退位聲明。
然而持奉社会主义的艾斯納却在1919年被暗杀，其建立的巴伐利亚人民邦（Volksstaat Bayern）也随之覆灭。与此同时，伴随着德国十一月革命，更为激进的政权巴伐利亚苏维埃共和国成立。共产革命在一个月后遭到霍夫曼政府暴力镇压并失败。在1919年8月班贝格宪法（Bamberger Verfassung）通过后，巴伐利亚自由邦成立，并成为了魏玛共和国的一部分。随后，右翼极端民族主义者的活动也开始增加。特别是1923年的啤酒馆政变，使得慕尼黑和纽伦堡成为了国家社会主义德国工人党（纳粹）的根据地。

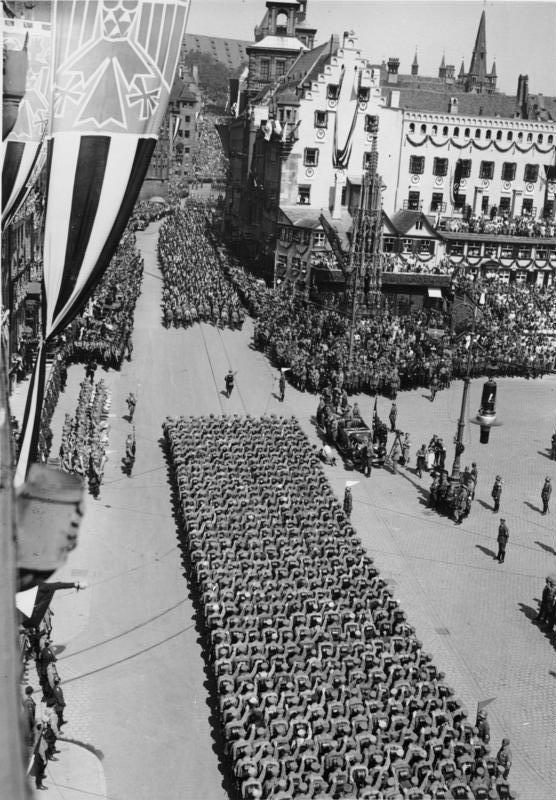
巴伐利亞是納粹黨崛起和發展的根據地，納粹的許多知名事物，如啤酒館政變、班贝格会议、紐倫堡黨代會、統帥堂、鷹巢等均位於巴伐利亞。圖為1934年黨代會，納粹衝鋒隊在紐倫堡老城行軍

隨著1933年納粹上台，巴伐利亞議會在沒有舉行新選舉的情況下解散。取而代之的是，這些席位是根據1933年3月全國大選的結果分配的，由於KPD贏得的席位被宣布無效，因此納粹及其聯盟夥伴DNVP獲得了兩個席位的微弱優勢。有了這種控制權，纳粹党被宣佈為唯一的合法政黨，德國和巴伐利亞的所有其他政黨都解散了。1934年，巴伐利亞議會與所有其他州議會一樣也解散了。不久之後，巴伐利亞本身在行政区的重組期間被解散。大区不是州，而是設立為行政分區。巴伐利亞被分為七個大區：士瓦本大区、慕尼黑-上巴伐利亚大区、奥斯特马克大区、弗兰肯大区、美因-弗兰肯大区、威斯特马克大区和拜罗伊特大区。作为納粹德國的工业中心，在第二次世界大战时慕尼黑受到猛烈轰炸，并被美军占领。
在第二次世界大戰結束後，巴伐利亞由美國陸軍佔領，並於1945年9月19日重新設立為邦。

### 步入現代
1946年，巴伐利亞失去了位於萊茵河畔的普法爾茨地區。戰爭期間遭受的戰略轟炸破壞，加上來自蘇聯佔領區的難民湧入，對當局造成重大挑戰。
到1950年9月，已有2,155,000名被驅逐者在巴伐利亞尋得避難，約占總人口的27%。 其中包括來自波希米亞與摩拉維亞的1,025,000名蘇台德德意志人，以及來自波蘭佔領的西里西亞地區的459,000名德國人。 另有一大批說德語的匈牙利德國人。在隨後數十年間，蘇台德德意志人被公認為巴伐利亞的第四大族群，與巴伐利亞人、法蘭克人與施瓦本人並列。
巴伐利亞亦是巴伐利亞黨的本部所在地，該黨成立於1946年，主張建立一個獨立的巴伐利亞國家。 一度，盟軍佔領當局曾認真考慮讓巴伐利亞重新獨立，甚至提出與奧地利合併的可能性。 然而隨著冷戰爆發，無論在巴伐利亞內部或西方國家陣營中，支持獨立的呼聲皆迅速消退。1949年，巴伐利亞成為新成立的德意志聯邦共和國的組成邦之一。
早在三年前，戰後首場邦選舉已於1946年6月30日舉行，選出180名代表。 這些代表的主要任務是起草新《巴伐利亞憲法》，因為當時政務仍由美軍管理。新憲法於1946年12月1日經公民投票通過，同日亦舉行了戰後首次巴伐利亞州議會（德語：Landtag）選舉。
政治上，巴伐利亞長期由巴伐利亞基督教社會聯盟（CSU）主導，該黨為德國基督教民主聯盟（CDU）的姊妹黨，為德國的主要中右翼政黨，直至1954年。 之後，德國社會民主黨組成聯合政府執政，並於1957年將政權交還予CSU。自1960年代以來，巴伐利亞發展迅速，成為歐洲領先的經濟區之一。該地不再以農業為主，而是孕育出多樣的高科技產業。
在2008年巴伐利亞州選舉中，CSU失去超過17%的選票，時任州長君特·貝克施泰因與黨主席埃爾溫·胡伯先後宣布辭職。隨即，霍斯特·澤霍費爾被推舉為繼任者。10月25日，在黨代表大會上，他被正式確認為新任主席，並於10月27日經巴伐利亞州議會投票當選州長，與德國自由民主黨（FDP）組成自1962年以來首個聯合政府。
2008年，巴伐利亞成為德國第一個全面禁止在酒吧與餐館吸菸的聯邦州。該禁令後來遭部分CSU成員批評過於嚴苛，於次年被放寬。隨後，支持禁菸者發起公投，結果導致比最初更嚴格的規定。2010年，新的全面禁菸法正式實施。

## 經濟

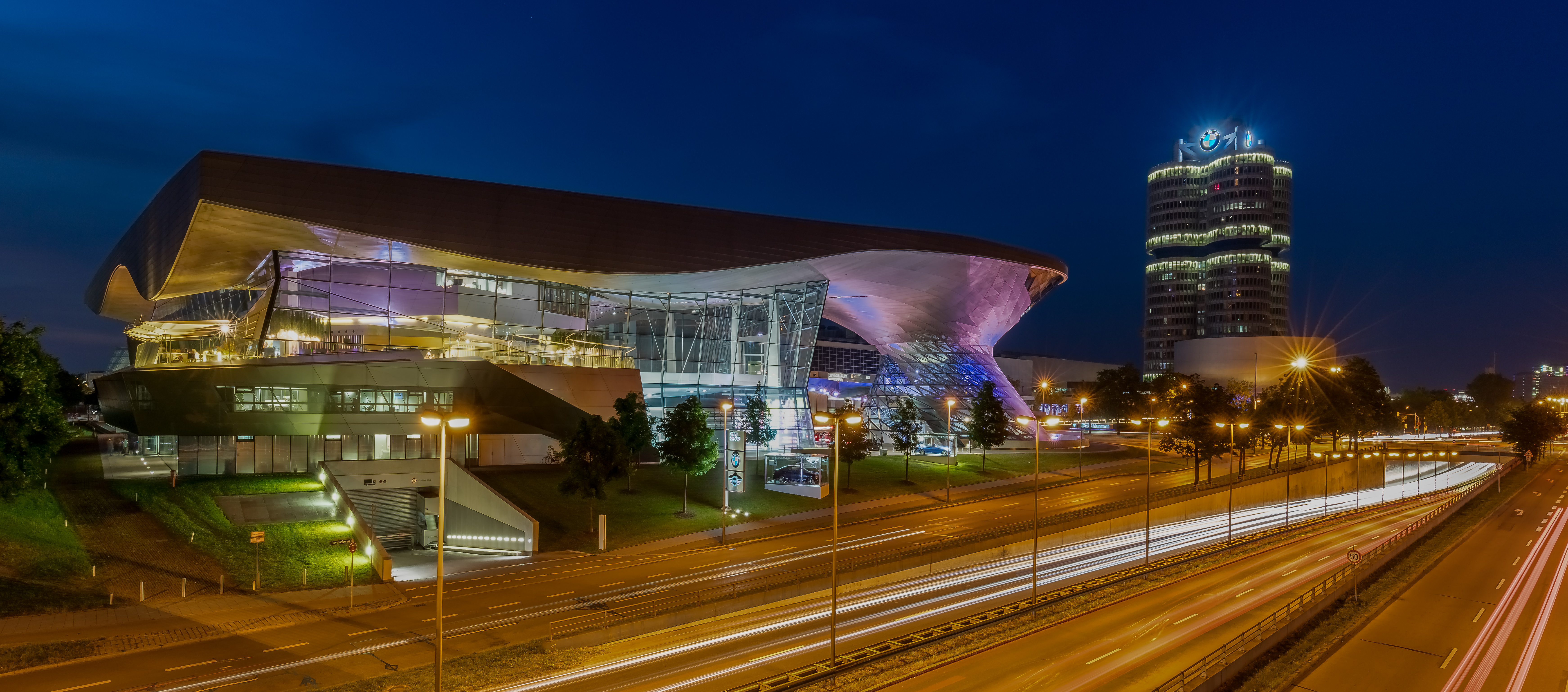
慕尼黑的BMW世界與BMW總部

巴伐利亞是德國乃至整個歐洲經濟最強勁的地區之一，2023年地區生產總值（GDP）達到7,684.69億歐元（約7908.13億美元），在德國16個聯邦州中排名第二，僅次於北萊茵-威斯特法倫的8,390.74億歐元（約8636億美元）。
2022年，巴伐利亞的人均GDP為53,768歐元（約56,456美元），在德國各州中排名第三，僅次於漢堡與不來梅。
汽車工業是巴伐利亞最重要的產業之一，州內設有四座BMW工廠與兩座奧迪工廠，並為兩家公司總部所在地。截至2018年，巴伐利亞的汽車產業就業人數達207,829人，在德國僅次於巴登-符騰堡州。

此外，捷克共和國、奧地利、瑞士與義大利等國與巴伐利亞也有緊密的經濟聯繫。

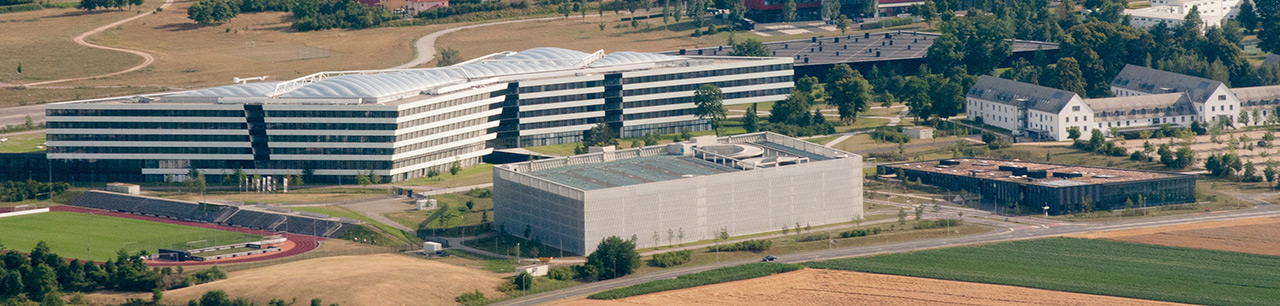
位於黑措根奥拉赫的Adidas總部

巴伐利亞也是商用車製造商曼恩商用车與飛機引擎製造商MTU航空发动机公司的總部所在地。其他跨國企業如Adidas、西門子、安聯保險等也將總部設於本州城市。
數家美國企業亦在巴伐利亞設立研發中心，包括Apple、Google、IBM、Intel、德州儀器與Coherent等。儘管巴伐利亞遠離海岸，但像巴伐利亞造船廠等公司依然生產帆船與動力艇等船隻。
巴伐利亞是德國最多觀光客造訪的州，2023年共吸引超過3,886萬名觀光遊客，遠高於北萊茵-威斯特法倫的2,358萬人次。
2019年，觀光產業創造了281億歐元（約289.18億美元）的增加值，占全州經濟的4.9%。知名觀光景點包括巴伐利亞州立博物館、侯爵歌劇院、德意志博物館、紐倫堡與慕尼黑的聖誕市集，以及每年舉辦的慕尼黑啤酒節，該活動單在2018年便創造了12億歐元（約12.36億美元）的經濟效益。
截至2018年10月，失業率為2.9%，為德國最低、也是歐盟中最低之一。
| 年份         | 2006 | 2007 | 2008 | 2009 | 2010 | 2011 | 2012 | 2013 | 2014 | 2015 | 2016 | 2017 | 2018 | 2019 | 2020 | 2021 |
| ------------ | ---- | ---- | ---- | ---- | ---- | ---- | ---- | ---- | ---- | ---- | ---- | ---- | ---- | ---- | ---- | ---- |
| 失業率（％） | 6.8  | 5.3  | 4.2  | 4.8  | 4.5  | 3.8  | 3.7  | 3.8  | 3.8  | 3.6  | 3.5  | 3.2  | 2.9  | 2.8  | 3.6  | 3.5  |

## 地理

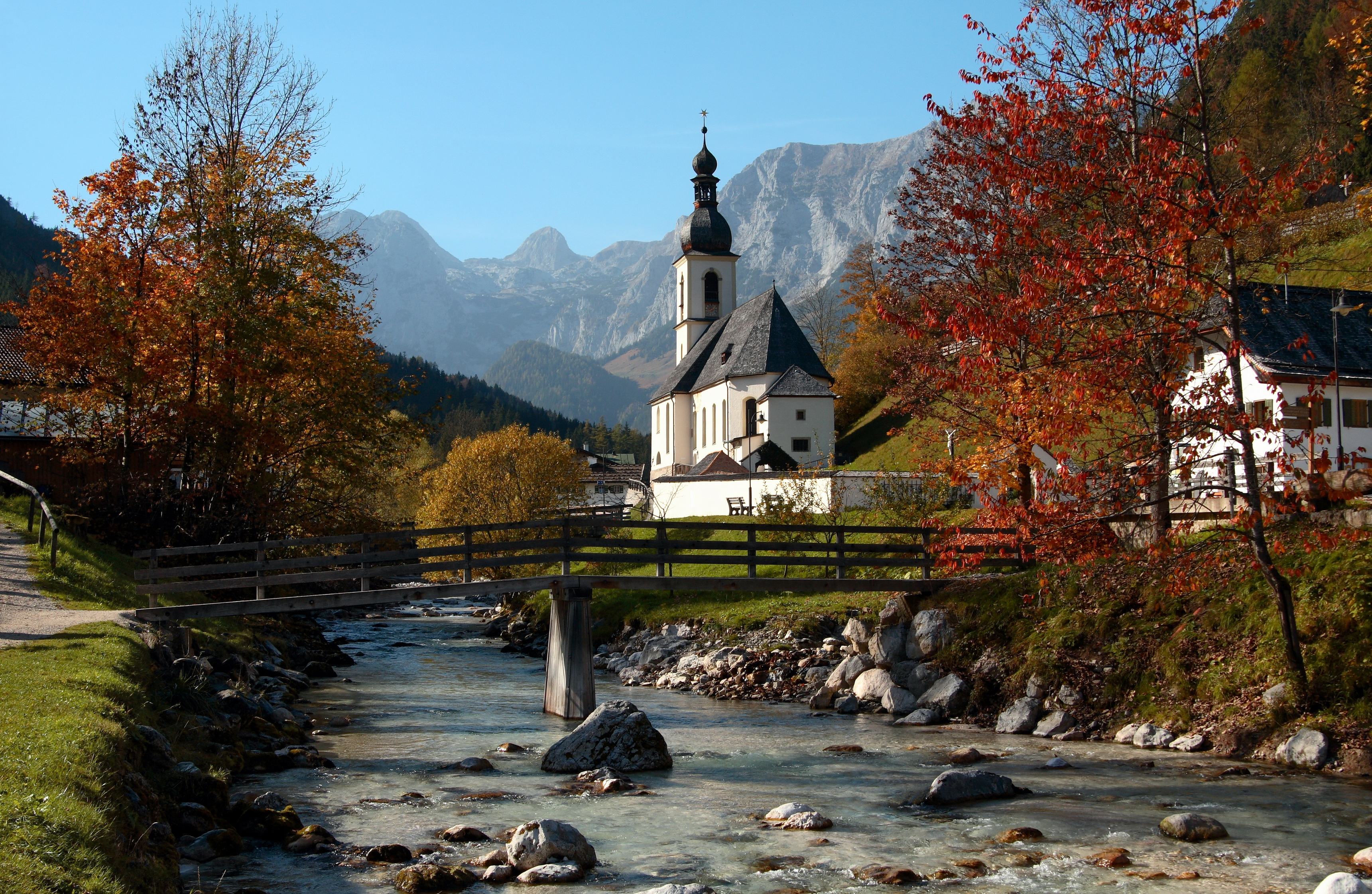
巴伐利亚阿尔卑斯山区的风景：贝希特斯加登附近的拉姆绍，背景为赖特山

巴伐利亚自由州南部地处东阿尔卑斯山的高山地带，以及一直延伸至多瑙河的平坦阿尔卑斯前山区。在多瑙河以北，巴伐利亚森林和菲希特尔山地等中山地构成了主要地貌。此外，巴伐利亚在西部，从讷德林根陨石坑至多瑙河畔迪林根之间，还拥有施瓦本高地的一部分，也称为里斯高地。在讷德林根陨石坑以东延伸的是弗兰肯高地。美因-弗兰肯（Mainfranken）是德国最重要的葡萄酒产区之一。

### 区域与地貌

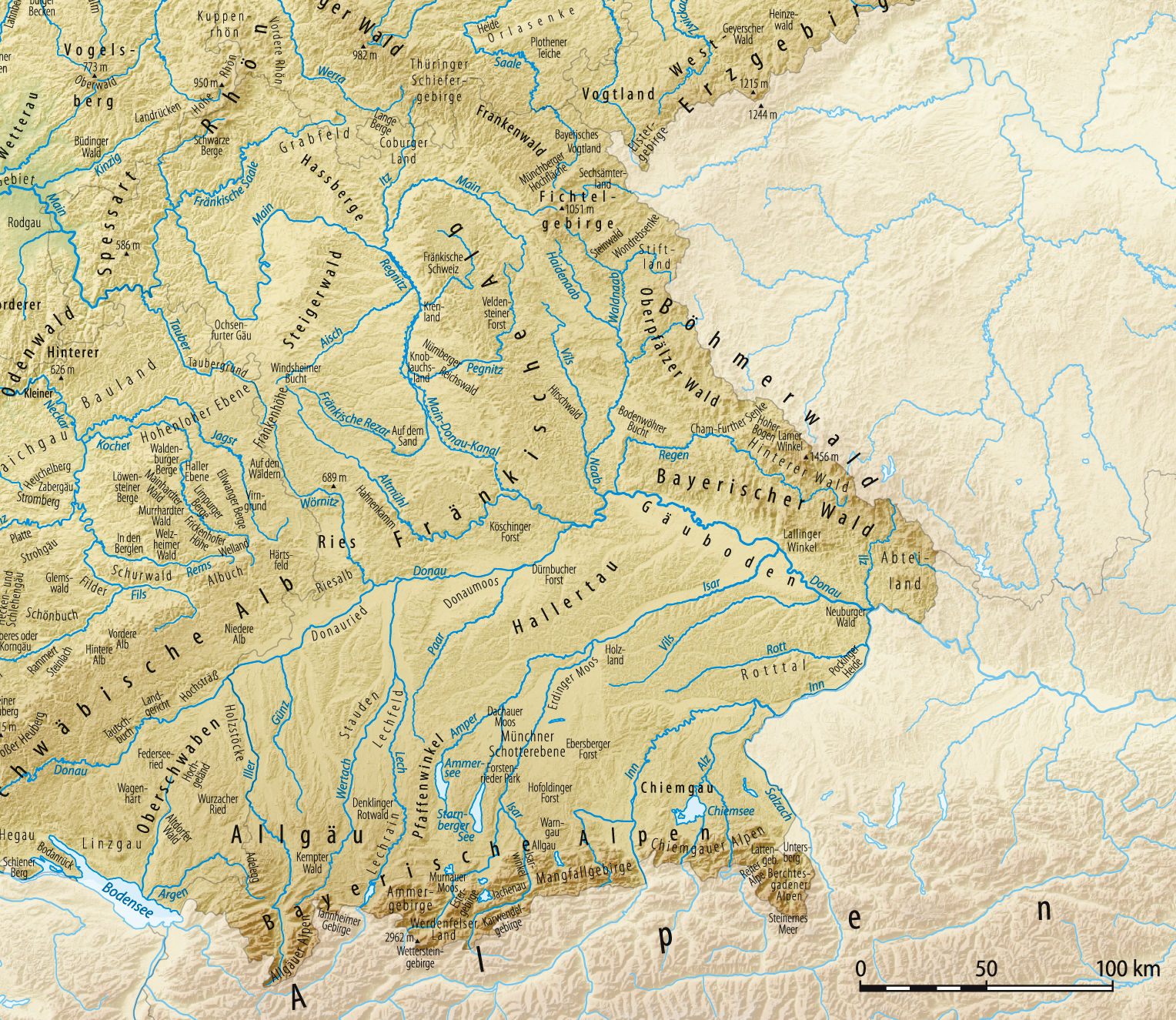
巴伐利亚各地貌及河流分布图

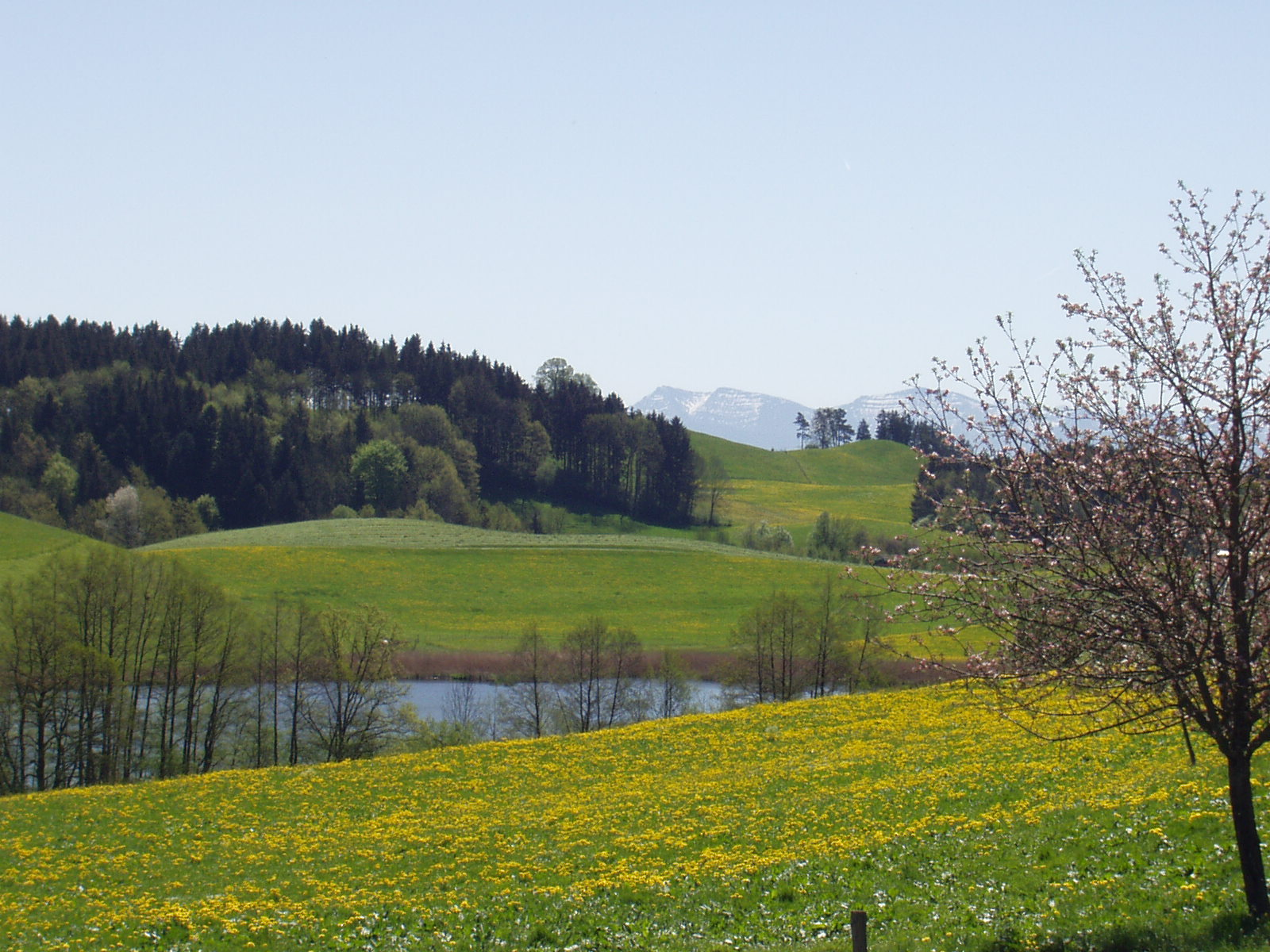
典型的阿尔高前阿尔卑斯地貌：位于阿姆特采尔（巴登-符腾堡）的锡根豪斯池塘

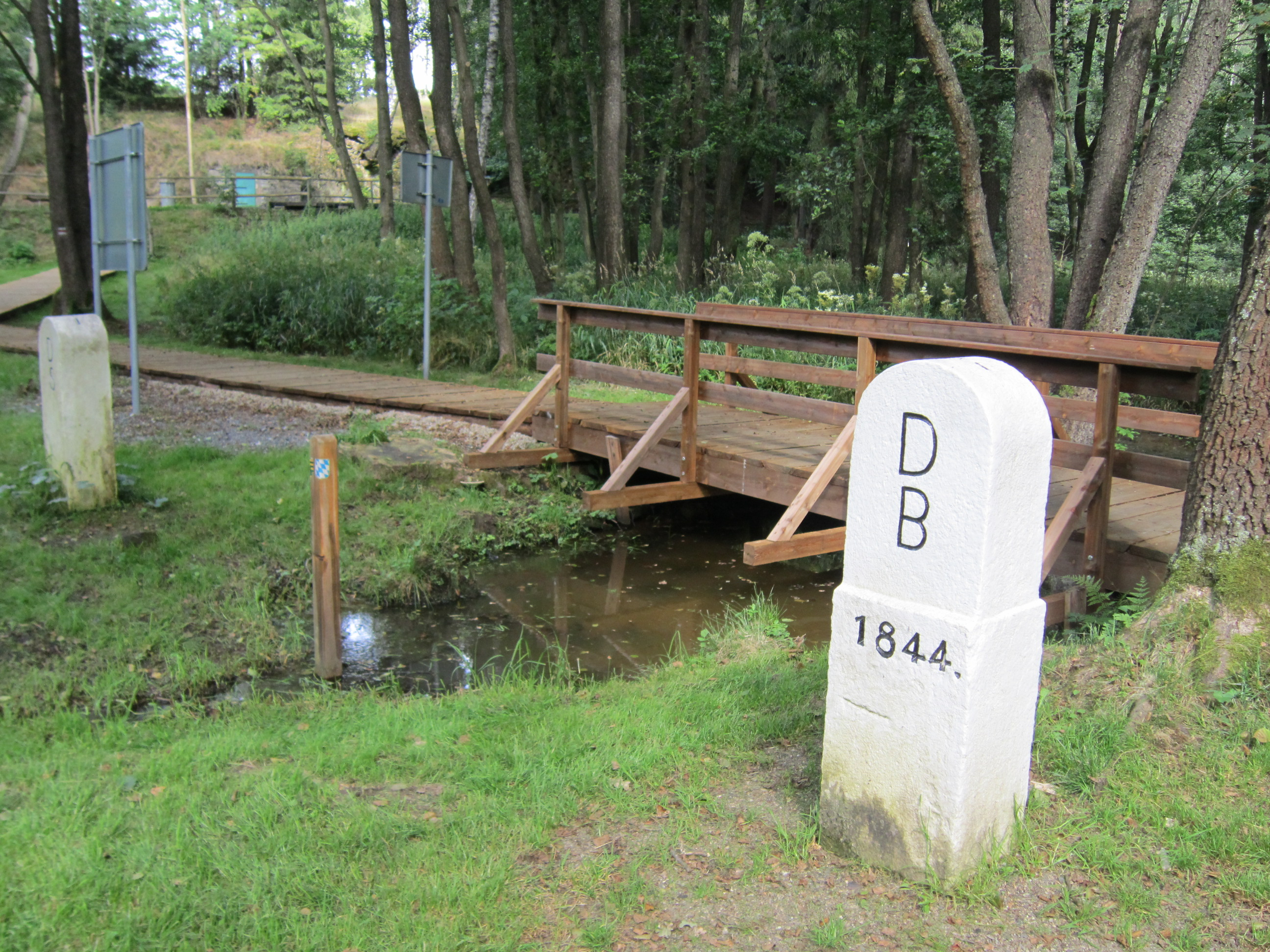
巴伐利亚、萨克森自由州以及捷克共和国的边境交界处

作为一个内陆地区，巴伐利亚与以下国家或联邦州接壤：东部为捷克，东南和南部为奥地利，西南通过博登湖与瑞士相邻；此外还与德国联邦州巴登-符腾堡州（西部）、黑森州（西北）、图林根州（北部）和萨克森州（东北）接壤。巴伐利亚的边界总长为2705公里。按顺时针方向计算，其与以下地区接壤：
- 巴登-符腾堡州（829公里边界）
- 黑森州（262公里）
- 图林根州（381公里）
- 萨克森州（41公里）
- 捷克的卡罗维发利州、比尔森州和南波希米亚州（357公里）
- 奥地利的上奥地利州、萨尔茨堡州、蒂罗尔州和福拉尔贝格州（816公里）
- 瑞士的圣加仑州（19公里，但博登湖水域的边界尚未划定）

直到1990年，巴伐利亚与图林根、萨克森以及当时的捷克斯洛伐克边界仍是铁幕的一部分，边境设施几乎形成了北约与华约之间难以逾越的物理隔离。在普雷克斯处还存在德国、东德、捷克斯洛伐克三国交界点。不属于德国国土的萨尔森林位于奥地利境内，但为巴伐利亚私有地。相反，历史上属于波希米亚城市埃格尔（捷克语称海布（Cheb））的埃格尔森林则属于巴伐利亚，并由一个基金会管理。
巴伐利亚位于德国南部，包括：
- 南部的巴伐利亚阿尔卑斯山脉
- 北部的阿尔卑斯前山区，直至多瑙河，包括上巴伐利亚三大湖泊
- 东巴伐利亚的中山地
- 施瓦本高地和弗兰肯高地的阶地地貌

最南端的巴伐利亚阿尔卑斯山属于北石灰岩阿尔卑斯山，巴伐利亚是德国唯一有阿尔卑斯山部分的联邦州。狭义上，“巴伐利亚阿尔卑斯”仅指莱希河至薩拉赫河之间的山地，不包括阿尔高阿尔卑斯山（近期才划入巴伐利亚）和贝希特斯加登阿尔卑斯山，后两者虽属阿尔卑斯但不计入狭义定义。与此不同的是巴伐利亚前阿尔卑斯地区，是指北邻山区的地带，包括从洛伊薩赫河至因河之间的阿尔卑斯前山区。前阿尔卑斯多为平缓丘陵，而真正的阿尔卑斯山则因更新世晚期冰川作用，形成了典型的冰斗、冰碛湖和U形谷。冰川和古河道沉积物共同塑造了如今阿尔卑斯前地带的丘陵、湖泊与泥炭沼泽，包括奇姆高（Chiemgau）、五湖之地（Fünfseenland）和阿尔高。
从阿尔卑斯山区到多瑙河以南的地带为丘陵和平原，而其北则为若干山地，海拔超过千米，例如巴伐利亚森林的大阿尔伯山（除阿尔卑斯外巴伐利亚最高峰）和菲希特尔山地的施内堡（弗兰肯最高峰）。弗兰肯高地为侏羅山脈与施瓦本高地的地质延续，自北巴伐利亚呈弓形延展，将弗兰肯与老巴伐利亚分隔。其北为多个孤丘，如黑塞尔山。弗兰肯高地最西南端为讷德林根陨石坑，是约1460万年前一次陨石撞击形成的地貌。弗兰肯上白垩纪-侏罗纪地带（如艾施河地区、施泰格森林、弗兰肯高地）过渡至美因弗兰肯高原。西南部则为中山地如奥登森林、施佩萨特和倫山。巴伐利亚东部则以巴伐利亚森林、弗兰肯森林为代表的中山地为主，构成中欧最大的不间断森林区域，亦有部分福格特兰地貌。下弗兰肯西部位于莱茵低地的边缘，被称为下美因河地区。
巴伐利亚最低点位于下弗兰肯的美因河畔卡尔，海拔约100 米，NHN，最高点为韋特施泰因山脈的楚格峰，海拔2,962 米，NHN，也是德国最高山峰。德国30座最高峰全部位于巴伐利亚阿尔卑斯山脉，主要集中在维特施泰因、贝希特斯加登和阿尔高山区。贝希特斯加登阿尔卑斯的最高峰为瓦茨曼山（2,713 米），阿尔高阿尔卑斯的最高点为霍赫弗罗特峰（2,649 米），而波希米亚森林/巴伐利亚森林中的大阿爾伯山为阿尔卑斯以外巴伐利亚最高峰，海拔1,455.5 米，海平面 (NHN)。
巴伐利亚地理中心位于艾希施泰特县的基普芬贝格镇以东约500米处（48°56′48″N 11°24′16″E / 48.946607°N 11.404567°E）。历史上，巴伐利亚多个地点曾被视为“欧洲中心点”。自2013年7月1日克罗地亚加入欧盟后，欧盟地理中心位于阿沙芬堡县的韦斯特尔恩格伦德镇的奥伯韦斯特恩村（Oberwestern，50°07′02″N 9°14′52″E / 50.117286°N 9.247768°E）。自2020年1月31日英国脱欧后，欧盟中心点位于维尔茨堡县法伊茨赫希海姆市镇的加德海姆村（Gadheim，49°50′35″N 9°54′07″E / 49.843056°N 9.901944°E）。

### 河流

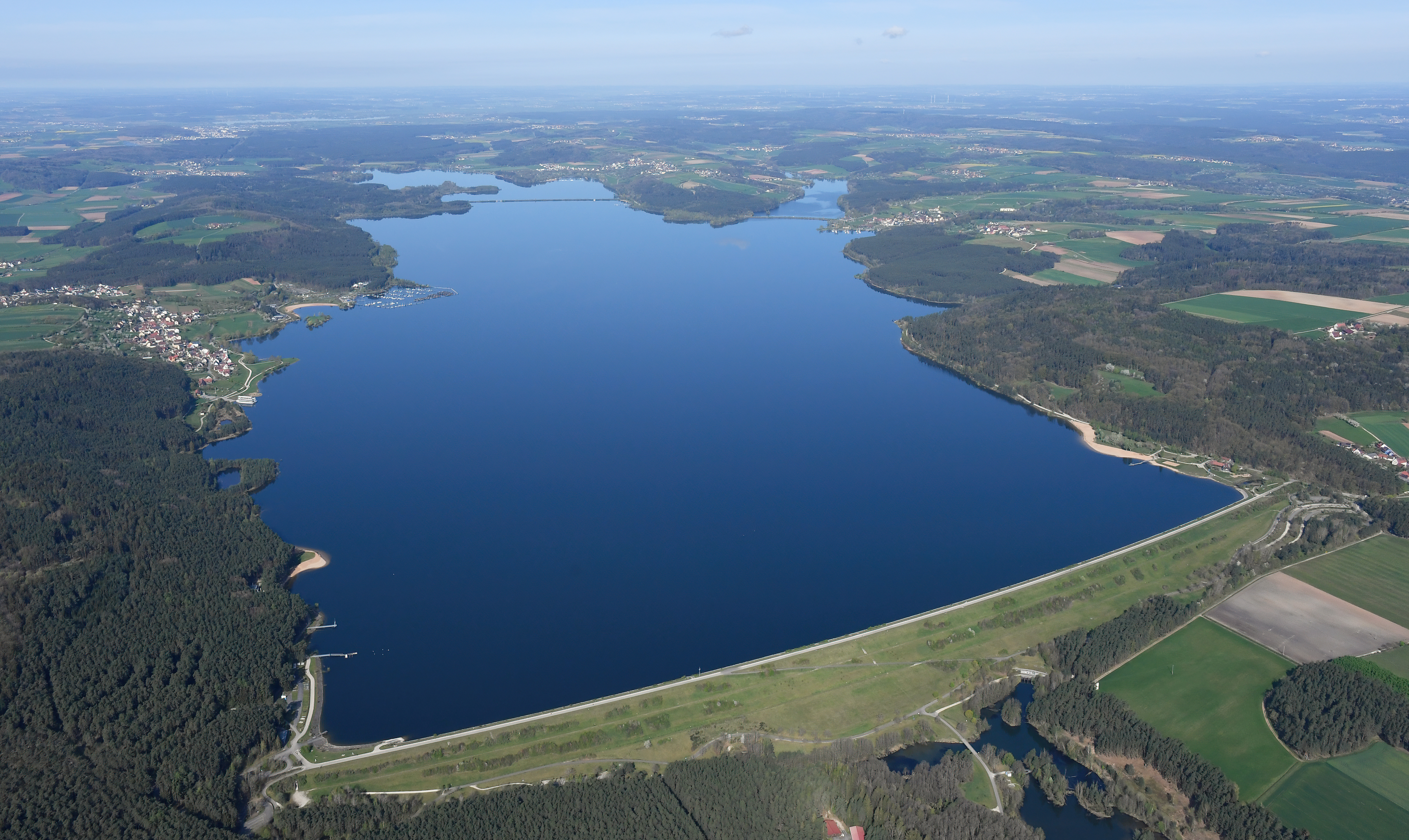
布罗姆巴赫湖是德国最大的水库之一

该联邦州最重要的河流是多瑙河，它自西向东流经该州南部，在乌尔姆进入巴伐利亚境内，并在帕绍流出进入奥地利。其主要支流包括（从上游到下游）：
- 来自南方的：伊勒河、莱希河、伊萨尔河、因河
- 来自北方的：沃尔尼茨河、阿爾特米爾河、納布河和雷根河

其中四条南部支流源于阿尔卑斯山，水量更为丰富。因河与莱希河因上游河段较长，入多瑙河时通常水量甚至超过多瑙本身。
在德国中小学的地理教学中，关于多瑙河支流的顺口溜广为流传：“伊勒、莱希、伊萨尔、因——右岸汇入多瑙亲；沃尔尼茨、阿尔特米尔、纳布、雷根——左岸归来不负情。”
弗兰肯的大部分地区通过美因河从东向西汇入莱茵河。美因河流向呈明显弯曲，形成所谓的美因三角和美因四边形。其最大支流有左岸的雷格尼茨河与陶伯河，右岸的弗兰肯萨勒河。在上弗兰肯东北部和下巴伐利亚，有多个易北河左岸支流发源，如萨克森萨勒河、奥赫热河与冷伏尔塔瓦河（伏尔塔瓦河源流之一）。
在阿尔卑斯前山区南部的冰碛地形中有许多湖泊，部分延伸进山地，如泰根湖、施塔恩贝格湖和施利爾湖。巴伐利亚拥有博登湖的一部分，该湖为中欧西部最大的湖泊。巴伐利亚境内最大的湖泊是奇姆湖。在弗兰肯高地以北，为调节水资源，建成了弗兰肯湖区的人工湖。这些湖泊主要用于调控北巴伐利亚水量，特别是为美因-多瑙运河这一重要内河航道供水。在阿尔卑斯山区，1924年建成了瓦尔兴湖水电站，利用上游瓦尔兴湖与下游科赫尔湖之间的天然落差发电。部分巴伐利亚地区位于欧洲大陆分水岭，其将流入莱茵河的水系与多瑙河的水系分隔开来。

### 保护区

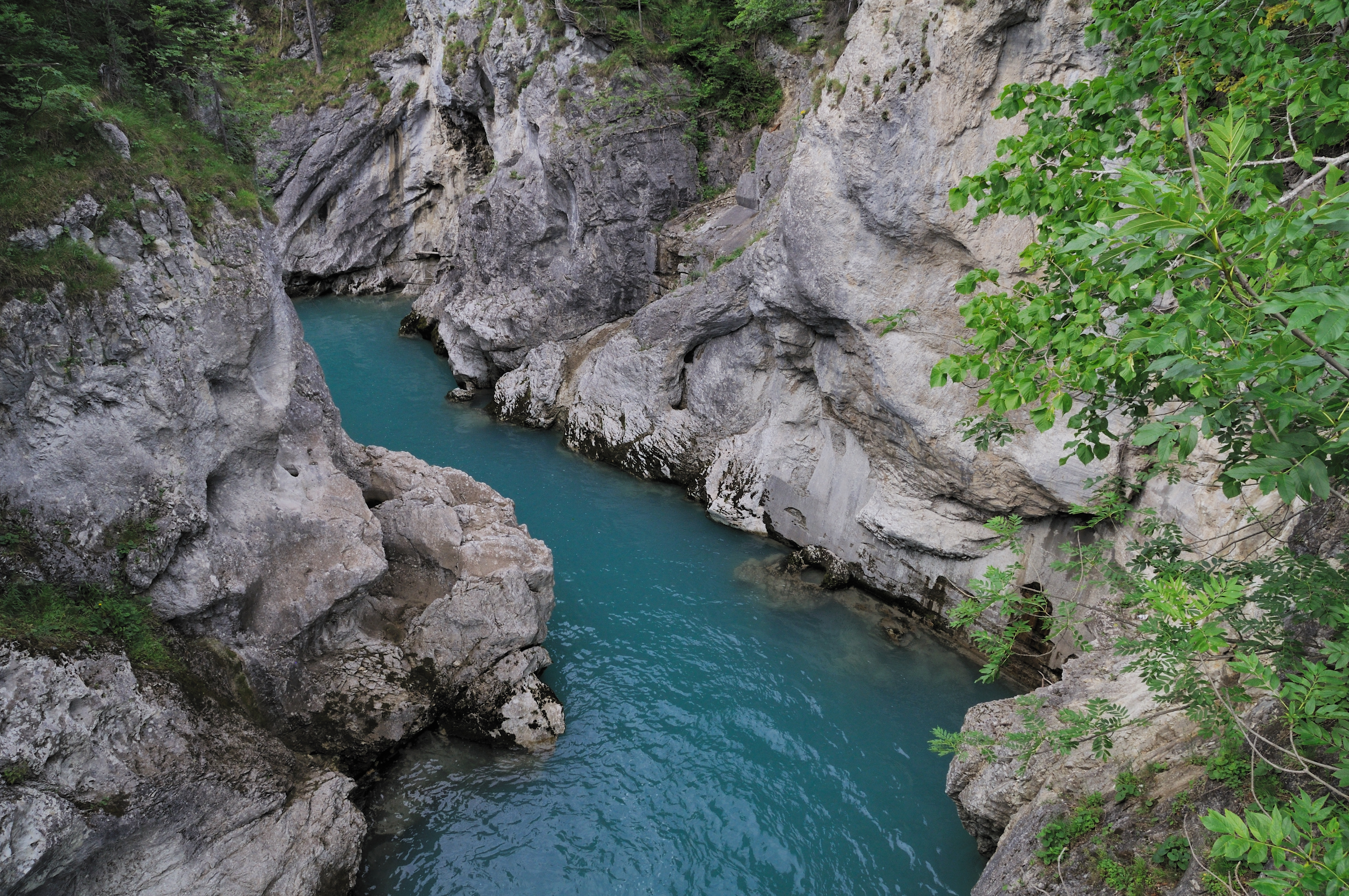
列入“巴伐利亚最美地貌遗迹”名录的菲森莱希瀑布与峡谷

巴伐利亚境内设有两个国家公园：巴伐利亚森林国家公园与贝希特斯加登国家公园。由联合国教科文组织认定的生物圈保护区包括贝希特斯加登地区生物圈保护区和倫山生物圈保护区。此外，全州设有18个自然公园，其中最早的是1969年设立的阿尔特米尔谷自然公园。
根据巴伐利亚环境局（Bayerisches Landesamt für Umwelt）截至2017年3月的数据，巴伐利亚拥有：
- 603个自然保护区
- 702个景观保护区
- 674个欧盟生境指令保护区（Fauna-Flora-Habitat, FFH区）
- 84个欧盟鸟类保护区
- 160个自然林保护区
- 超过3400处地貌遗迹（Geotope）

其中，100个特别具有观赏和科考价值的地貌遗迹被列入“巴伐利亚最美地貌遗迹”。面积最大的自然保护区是阿尔高高山地区，最小的是德拉巴岩。

### 面积与土地利用
巴伐利亚的总面积为 70,541.57 平方公里，是德国面积最大的联邦州，面积比下萨克森州多将近22,000平方公里。巴伐利亚的国土面积约占德国国土总面积的19%。其面积也超过欧洲多个国家，例如荷兰或爱尔兰。
巴伐利亚的疆域范围从北纬47°16′延伸至北纬50°34′，从东经8°58′延伸至东经13°50′。东西方向最大跨度为260公里，南北方向为366公里。巴伐利亚最南端的定居点是艾内茨巴赫，最西端是格罗斯韦尔茨海姆，最北端为弗拉东根的魏马施米登，最东端是下巴伐利亚的布赖滕贝格。巴伐利亚以及整个德国的最南端地理点是哈尔登旺厄角。
大约 86.1% 的面积被用于农业和林业用途。12.0% 为居民区和交通用地。

### 气候

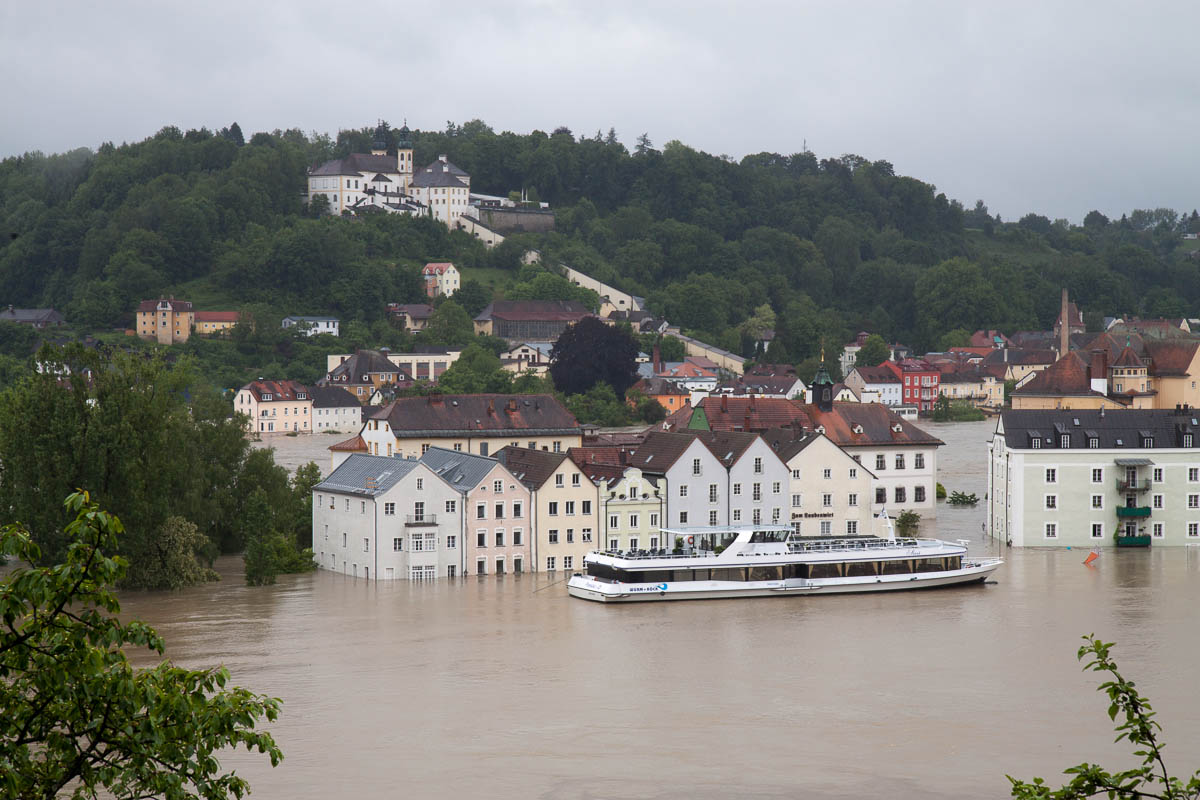
2013年帕绍洪水情景

巴伐利亚的气候自西北向东过渡，从相对温和的海洋性气候（Cfb）逐渐转变为大陆性气候（Dfb）。每年约有100天气温低于0摄氏度。来自西方的风带带来平均约700毫米的年降水量，在阿尔卑斯山北坡则局部可达每年1800毫米。年平均日照时数在1600至1900小时之间。最热的月份通常是七月，最冷的是一月。
焚风影响整个阿尔卑斯前山区的气候，局部甚至延伸至弗兰肯高地。巴伐利亚北部地区比南部更为干燥温暖；其中维尔茨堡周边地区是德国南部日照最多的地区之一。
全球变暖的影响也在巴伐利亚日益显现。夏季总体变得更加炎热干燥。2019年6月是巴伐利亚有气象记录以来最热的六月，2019/2020年冬季的气温则比多年平均高出3°C。2019年12月20日，在皮丁测得了创纪录的气温——20.2°C。
冬季降水也呈增加趋势，但降水形式日益由降雪转为降雨。极端天气事件——如2013年中欧洪水和2019年1月中欧强降雪——呈增长趋势。全球变暖的后果之一是巴伐利亚所有阿尔卑斯山冰川的持续融化：在未来中期内，仅剩赫伦塔尔冰川有可能存续。例如，自20世纪80年代以来，南部雪冰川已基本完全消失，仅存些许残留物。

### 植物群

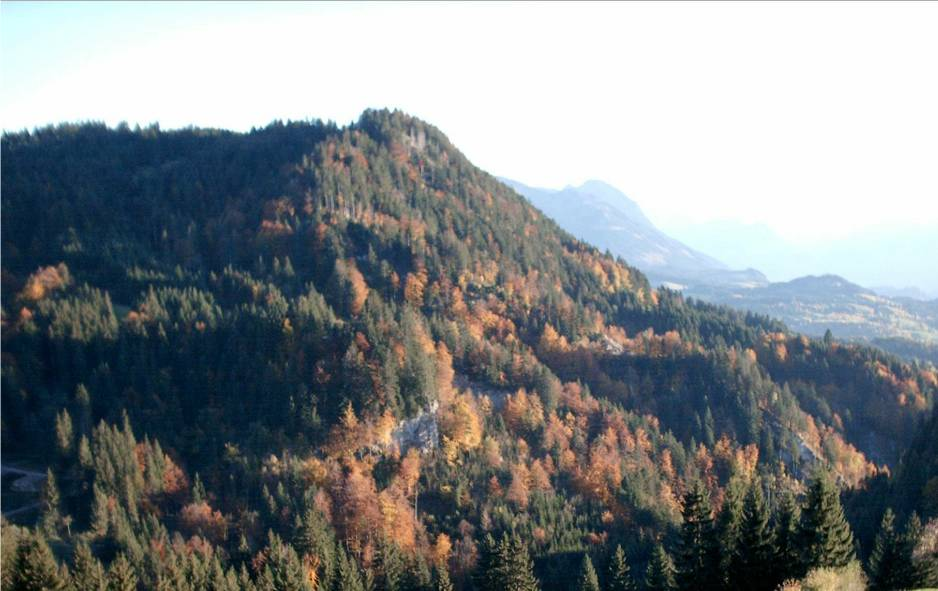
秋季的山地混交林，位于阿尔高山区的布鲁格贝格 （上阿尔高县）

在自然状态下，巴伐利亚大部分地区将被森林覆盖。平原和丘陵地带主要为以山毛榉为主的混交林，而在山区则过渡为山地混交林。高海拔地区主要为云杉林，河谷则原本被广袤的河漫滩林覆盖。仅有水域、高山林线以上区域以及特殊地形如沼泽在自然状态下不会被森林覆盖。
自中世纪以来，人类为了农业与聚居活动进行了大量的森林砍伐，显著减少了森林覆盖面积。截至目前，巴伐利亚约有260万公顷森林，占全州总面积的36.9%。因此，德国近四分之一的森林位于巴伐利亚。
由于林业经营活动，巴伐利亚森林的树种组成受到显著影响。目前最常见的树种为欧洲云杉，占森林面积的41.8%；其次是欧洲赤松（17.9%）、欧洲山毛榉（13.9%）以及栎树（6.8%）。
北部和东部的中山地仍保留着大面积森林，如施佩萨特、菲希特尔山地、施泰格瓦尔德以及巴伐利亚森林，还有巴伐利亚阿尔卑斯中的森林。
相较之下，阿尔卑斯前山区、丘陵地带以及河谷等拥有肥沃土壤的地区，则主要是农业利用的开阔地形，覆盖着草地、农田，林木稀少，仅有零星林带和小型森林。弗兰肯地区则具有在南德意志较为罕见的沙地生态系统，如弗兰肯沙轴保护区，受到特别保护。
在美因河与陶伯河沿岸的河谷，为发展葡萄种植，地貌被人为改造。瘠草地在该州也较为普遍，这类草地位于养分极少的“贫瘠”生态位上，属于一种粗放农业下形成的半自然草地。南弗兰肯高地及阿尔特米尔河谷一带尤为典型，这些区域大多已列入保护区。

### 动物群

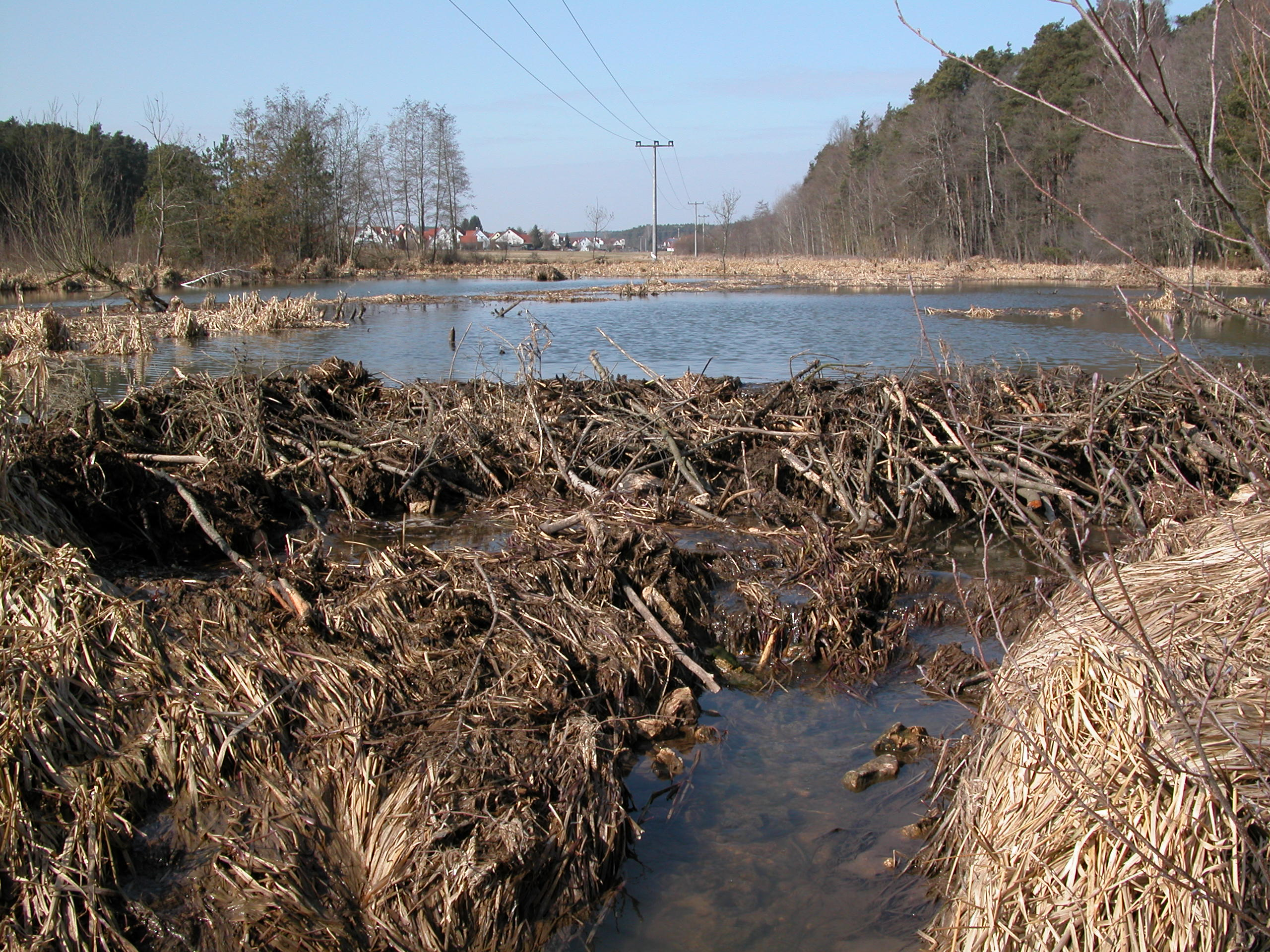
位于比伯河上河狸修建的堤坝

巴伐利亚森林中的大型哺乳动物数量相对较少，与德国其他地区类似。常见种类包括多种鼬科动物、黇鹿与赤鹿、獐鹿、野猪和赤狐。
在如菲希特尔山地等自然状态较好的地区，可以见到歐亞猞猁与松鸡等野生物种。此外，欧洲河狸与水獭等物种的分布范围也在逐步扩大。近年来，在巴伐利亚境内偶有发现早已在中欧灭绝的物种踪迹，例如灰狼。
在高山地带，重新引入了阿尔卑斯羱羊与阿尔卑斯旱獭。而臆羚则较为稀有，仅在部分中部山地如弗兰肯高地出现。在巴伐利亞阿爾卑斯山脈中还栖息着金雕。
此外，巴伐利亚已确认存在19种两栖动物。

## 区划
巴伐利亞唯一一次大規模的行政區劃改革於1972年7月1日生效。其餘縣界的調整屬於較小規模的改革，多為市鎮整併與行政效率提升的措施。1971年至1980年間，由於市鎮合併政策，市政效率大幅提升，自治市數量從約7000個減少至2050個左右，縣的數量從143個減至71個，非縣轄市從48個減至25個。同時也設立了新的行政單位：大縣市（Große Kreisstadt）。

### 行政区

巴伐利亚的分区

巴伐利亚州分为7个行政区，这7个行政区可分为3大地区，分别为：
- 旧巴伐利亚
  - 上普法尔茨行政区
  - 上巴伐利亞行政區
  - 下巴伐利亞行政區
- 法兰克尼亚
  - 上法蘭克尼亞行政區
  - 中法蘭克尼亞行政區
  - 下法蘭克尼亞行政區
- 施瓦本
  - 施瓦本行政區

| 行政区     | 徽章 | 首府     | 人口（2019年） | 人口（2019年） | 面积（平方公里） | 面积（平方公里） | 市镇数量 | 市镇数量 |
| ---------- | ---- | -------- | -------------- | -------------- | ---------------- | ---------------- | -------- | -------- |
| 下巴伐利亚 |      | 兰茨胡特 | 1,244,169      | 9.48%          | 10,330           | 14.6%            | 258      | 12.5%    |
| 下弗兰肯   |      | 维尔茨堡 | 1,317,619      | 10.46%         | 8,531            | 12.1%            | 308      | 15.0%    |
| 上弗兰肯   |      | 拜罗伊特 | 1,065,371      | 8.49%          | 7,231            | 10.2%            | 214      | 10.4%    |
| 中弗兰肯   |      | 安斯巴赫 | 1,775,169      | 13.65%         | 7,245            | 10.3%            | 210      | 10.2%    |
| 上普法尔茨 |      | 雷根斯堡 | 1,112,102      | 8.60%          | 9,691            | 13.7%            | 226      | 11.0%    |
| 施瓦本     |      | 奥格斯堡 | 1,899,442      | 14.21%         | 9,992            | 14.2%            | 340      | 16.5%    |
| 上巴伐利亚 |      | 慕尼黑   | 4,710,865      | 35.12%         | 17,530           | 24.8%            | 500      | 24.3%    |
| 总计       |      |          | 13,124,737     | 100.0%         | 70,549           | 100.0%           | 2,056    | 100.0%   |

### 县

巴伐利亞的各縣與非縣轄市地圖

巴伐利亞的第二級行政區劃由71個農村縣（德語：Landkreise，單數：Landkreis，類似於郡或縣）與25個非縣轄市（Kreisfreie Städte，單數：Kreisfreie Stadt）組成，兩者具有相同的行政責任與權限。
乡村縣：
1. 艾夏赫-弗里德貝格縣
2. 旧厄廷县
3. 安贝格-苏尔茨巴赫县
4. 安斯巴赫縣
5. 阿沙芬堡縣
6. 奧格斯堡縣
7. 巴特基辛根縣
8. 巴特特尔茨-沃尔夫拉茨豪森县
9. 班貝格縣
10. 拜羅伊特縣
11. 貝希特斯加登縣
12. 卡姆縣
13. 科堡縣
14. 達豪縣
15. 德根多夫縣
16. 迪林根縣
17. 丁戈爾芬-蘭道縣
18. 多瑙-里斯縣
19. 埃伯斯貝格縣
20. 艾希施泰特縣
21. 埃爾丁縣
22. 埃爾朗根-赫希施塔特縣
23. 福希海姆縣
24. 弗賴辛縣
25. 弗赖翁-格拉弗瑙县
26. 菲爾斯滕費爾德布魯克縣
27. 菲爾特縣
28. 加米施-帕滕基興縣
29. 金茨堡縣
30. 哈斯貝格縣
31. 霍夫縣
32. 凱爾海姆縣
33. 基青根縣
34. 克羅納赫縣
35. 庫爾姆巴赫縣
36. 莱希河畔兰茨贝格县
37. 蘭茨胡特縣
38. 利希滕費爾斯縣
39. 林道縣
40. 美因-施佩薩特縣
41. 米斯巴赫縣
42. 米爾滕貝格縣
43. 因河畔米尔多夫县
44. 慕尼黑縣
45. 諾伊堡-施羅本豪森縣
46. 諾伊馬克特縣
47. 艾施河畔诺伊施塔特-巴特温茨海姆县
48. 瓦尔德纳布河畔诺伊施塔特县
49. 新烏爾姆縣
50. 紐倫堡縣
51. 上阿爾高縣
52. 東阿爾高縣
53. 帕紹縣
54. 伊尔姆河畔普法芬霍芬县
55. 雷根縣
56. 雷根斯堡縣
57. 伦-格拉布费尔德县
58. 羅森海姆縣
59. 羅特縣
60. 羅塔爾-因縣
61. 施萬多夫縣
62. 施韋因富特縣
63. 施塔恩貝格縣
64. 施特勞賓-博根縣
65. 蒂申罗伊特县
66. 特勞恩施泰因縣
67. 下阿爾高縣
68. 魏爾海姆-雄高縣
69. 魏森堡-贡岑豪森县
70. 菲希特尔山区文西德尔县
71. 維爾茨堡縣

非縣轄市：
1. 安貝格
2. 安斯巴赫
3. 阿沙芬堡
4. 奧格斯堡
5. 班貝格
6. 拜羅伊特
7. 科堡
8. 埃爾朗根
9. 菲爾特
10. 霍夫
11. 因戈爾施塔特
12. 考夫博伊倫
13. 肯普滕
14. 蘭茨胡特
15. 梅明根
16. 慕尼黑
17. 紐倫堡
18. 帕紹
19. 雷根斯堡
20. 羅森海姆
21. 施瓦巴赫
22. 施韋因富特
23. 施特勞賓
24. 魏登
25. 維爾茨堡

### 主要城市
巴伐利亚的71个乡村县（Landkreise）在最基层被划分为2,031个普通市镇（称为Gemeinden，单数为Gemeinde）。再加上25个独立城市（kreisfreie Städte，这些城市实际上是独立于县级行政机构的市镇），巴伐利亚共有2,056个市镇。
在71个乡村县中的44个县内，共有215个无人管辖区（截至2005年1月1日，称为Gemeindefreie Gebiete），这些区域不隶属于任何市镇，全部无人居住，大多为森林地区，但也包括四个湖泊——基姆湖（不包括岛屿）、施塔恩贝格湖（不包括玫瑰岛）、阿默湖（这三个是巴伐利亚最大的三个湖泊）以及瓦京湖。
| 慕尼黑                                                           | 上巴伐利亚 | 1,210,223 | 1,259,677 | 1,353,186 | 1,450,381 | +11.81 |
| 纽伦堡                                                           | 中弗兰肯   | 488,400   | 499,237   | 505,664   | 509,975   | +3.53  |
| 奥格斯堡                                                         | 施瓦本     | 254,982   | 262,676   | 264,708   | 286,374   | +3.81  |
| 雷根斯堡                                                         | 上普法尔茨 | 125,676   | 129,859   | 135,520   | 145,465   | +7.83  |
| 英戈尔施塔特                                                     | 上巴伐利亚 | 115,722   | 121,314   | 125,088   | 132,438   | +8.09  |
| 维尔茨堡                                                         | 下弗兰肯   | 127,966   | 133,906   | 133,799   | 124,873   | +4.56  |
| 菲尔特                                                           | 中弗兰肯   | 110,477   | 113,422   | 114,628   | 124,171   | +3.76  |
| 埃尔朗根                                                         | 中弗兰肯   | 100,778   | 103,197   | 105,629   | 108,336   | +4.81  |
| 拜罗伊特                                                         | 上弗兰肯   | 74,153    | 73,997    | 72,683    | 72,148    | −1.98  |
| 班贝格                                                           | 上弗兰肯   | 69,036    | 70,081    | 70,004    | 73,331    | +1.40  |
| 阿沙芬堡                                                         | 下弗兰肯   | 67,592    | 68,642    | 68,678    | 68,986    | +1.61  |
| 兰茨胡特                                                         | 下巴伐利亚 | 58,746    | 61,368    | 63,258    | 69,211    | +7.68  |
| 肯普滕                                                           | 施瓦本     | 61,389    | 61,360    | 62,060    | 66,947    | +1.09  |
| 罗森海姆                                                         | 上巴伐利亚 | 58,908    | 60,226    | 61,299    | 61,844    | +4.06  |
| 新乌尔姆                                                         | 施瓦本     | 50,188    | 51,410    | 53,504    | 57,237    | +6.61  |
| 施韦因富特                                                       | 下弗兰肯   | 54,325    | 54,273    | 53,415    | 51,969    | −1.68  |
| 帕绍                                                             | 下巴伐利亚 | 50,536    | 50,651    | 50,594    | 50,566    | +0.11  |
| 弗赖辛                                                           | 上巴伐利亚 | 40,890    | 42,854    | 45,223    | 46,963    | +10.60 |
| 施特劳宾                                                         | 下巴伐利亚 | 44,014    | 44,633    | 44,450    | 46,806    | +0.99  |
| 达豪                                                             | 上巴伐利亚 | 38,398    | 39,922    | 42,954    | 46,705    | +11.87 |
| 来源： Bayerisches Landesamt für Statistik und Datenverarbeitung |            |           |           |           |           |        |

## 人口
|    | 国籍     | 人口 (2022年12月31日) | 人口 (2023年12月31日) |
| -- | -------- | --------------------- | --------------------- |
| 1  | 羅馬尼亞 | 209,810               | 213,770               |
| 2  | 土耳其   | 194,730               | 204,260               |
| 3  | 乌克兰   | 178,925               | 181,880               |
| 4  |          | 133,090               | 133,425               |
| 5  | 波蘭     | 119,320               | 120,100               |
| 6  | 義大利   | 107,930               | 108,230               |
| 7  | 叙利亚   | 85,445                | 92,405                |
| 8  | 奥地利   | 90,050                | 84,210                |
| 9  | 匈牙利   | 76,705                | 79,365                |
| 10 | 希腊     | 78,875                | 76,155                |

### 增长
| 比较日期     | 出生      | 死亡      | 自然增长 |
| ------------ | --------- | --------- | -------- |
| 2016年1-11月 | ▲ 115,032 | ▼ 116,915 | ▲ -1,883 |
| 2017年1-11月 | ▲ 115,690 | ▲ 122,247 | ▼ -6,557 |

### 學校制度

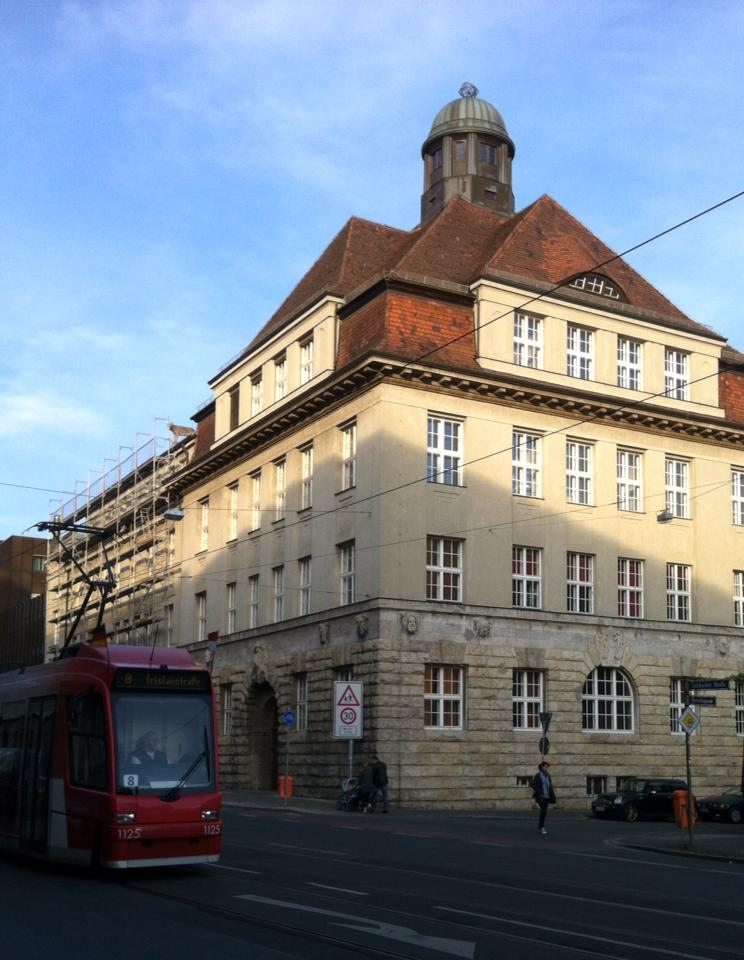
紐倫堡的墨蘭克頓文理中學創立於1526年，被認為是德語區最古老的文理中學之一

自由州巴伐利亞擁有約5500所學校，依據《巴伐利亞教育與教學法》運作。四年制的小學之後，進入三軌學制，包括中學、實科中學（Realschule）與文理中學（Gymnasium），文理中學於第13學年結束時颁发证书
學生自第7學年起可選擇就讀商業中學，第10學年起可選擇職業高中（含專科高中與職業高中），完成後可取得第13年畢業的Abitur資格。
來自實科中學、商業中學或中學M班畢業的學生可進入特定文理中學的「銜接班」（Einführungsklassen），順利完成後進入第11學年。符合特定條件者亦可直接進入第11學年，或第10學年的正常班級。特殊教育的特教學校與醫院學校亦提供支持。
整體而言，巴伐利亞的教育體系具有高彈性，學生可依所取得學歷逐步晉升至更高等的學業。
作為「特殊類型學校」，巴伐利亞設有五所綜合中學，並擁有多所寄宿學校、私立學校以及第二教育途徑機構。特有機構如就學前教育設施（SVE）專為需特教支援的兒童設計，為德國其他邦所無。
教育制度中的特色還包括學年測驗、出勤紀錄冊制度，以及巴伐利亞菁英網絡提供的學術菁英培訓。在OECD所主導的PISA評比中，巴伐利亞學生長期名列前茅。截至2019年，全德教育比較中，巴伐利亞位居薩克森之後排名第二。

### 高等院校

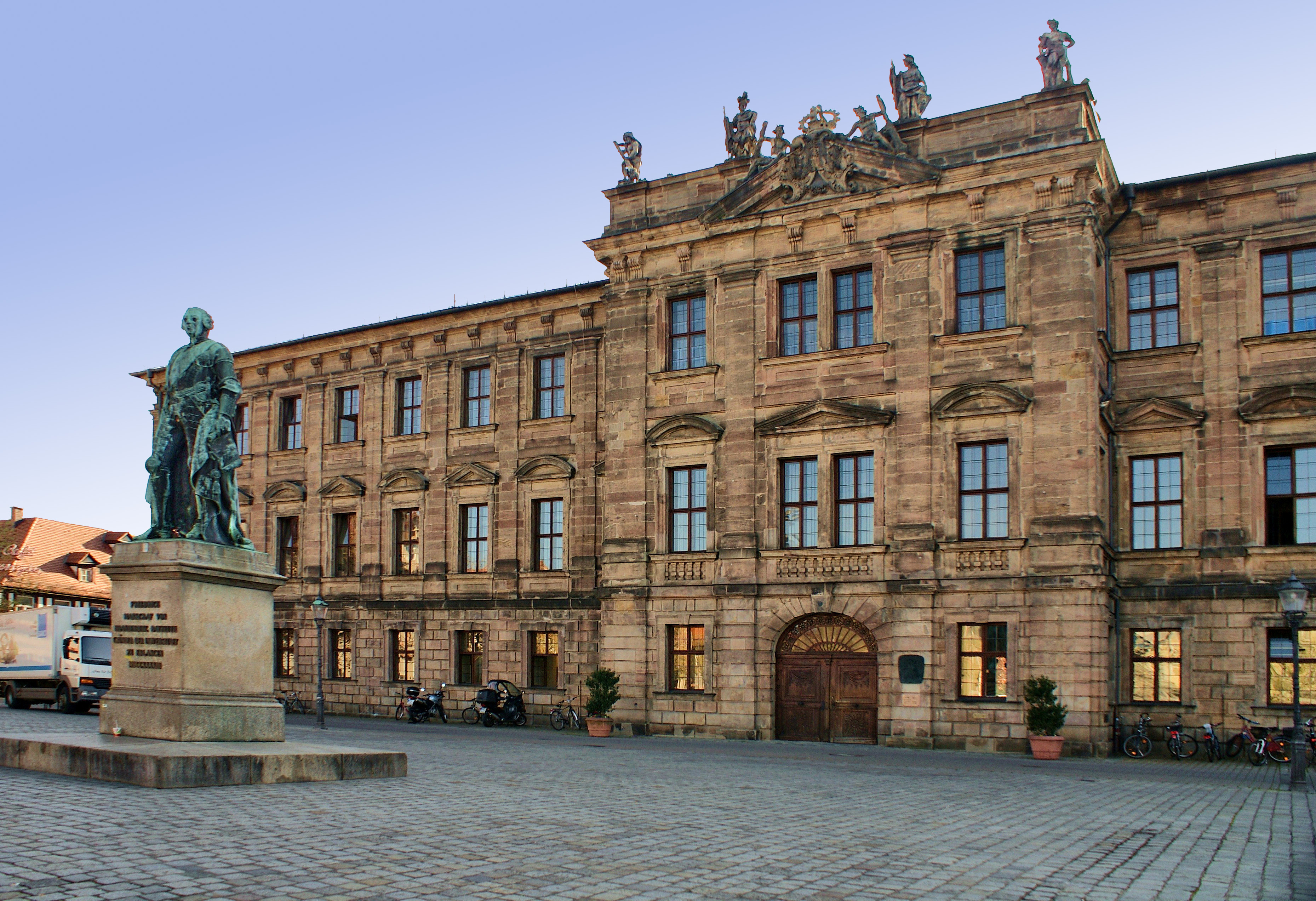
艾爾朗根宮，原為侯爵官邸，自1817年起屬於艾爾朗根大學

在巴伐利亚州现有9所州立的公立大学，以及一所慕尼黑联邦国防军大学。直到1962年，巴伐利亚州仅有4所大学，分别位于慕尼黑（LMU、TUM）、维尔茨堡以及埃尔朗根（自1966年起为埃尔朗根-纽伦堡）。1962年至1975年间，自由州又陆续在雷根斯堡、奥格斯堡、班贝格、拜罗伊特以及帕绍新建了5所大学。此外1973年又新建了联邦国防军大学。自2018年起，纽伦堡工业大学作为第10所州立大学正在筹建中。
LMU与TUM自2006年以来，一直在联邦及各州共同推动的“卓越大学计划”中被评为卓越大学。
此外巴伐利亚州还设有18所公立应用科技大学，例如位于阿沙芬堡、霍夫、兰茨胡特、肯普滕和纽伦堡的高校，这些大学均成立于1971年至1996年之间。除此之外，还有一所成立于1980年的艾希施泰特-英戈尔施塔特天主教大学，属于教会大学类型；另有四所私立或教会高等院校，以及10所艺术高校。
巴伐利亚还设有多个学术合作与国际交流协调中心，促进高等院校与企业的国际合作，例如位于拜罗伊特的巴伐利亚中国高等教育中心（BayCHINA），以及位于霍夫的巴伐利亚-印度经济与高等教育中心（BayIND）。巴伐利亚的大学有：
- 慕尼黑工业大学
- 慕尼黑大学
- 慕尼黑乌克兰自由大学（德语：Ukrainische Freie Universität München）
- 慕尼黑联邦国防军大学（德语：Universität der Bundeswehr München）
- 霍夫应用科学大学（德语：Hochschule Hof）
- 雷根斯堡大学
- 东巴伐利亚雷根斯堡应用技术大学（德语：Ostbayerische Technische Hochschule Regensburg）
- 埃尔朗根-纽伦堡大学
- 维尔茨堡-施韦因富特科技大學
- 维尔茨堡大学
- 奧格斯堡大學
- 班贝格大学
- 拜羅伊特大學
- 帕绍大学
- 英戈尔施塔特应用技术大学
- 艾希施泰特-英戈尔施塔特天主教大学

## 象徵

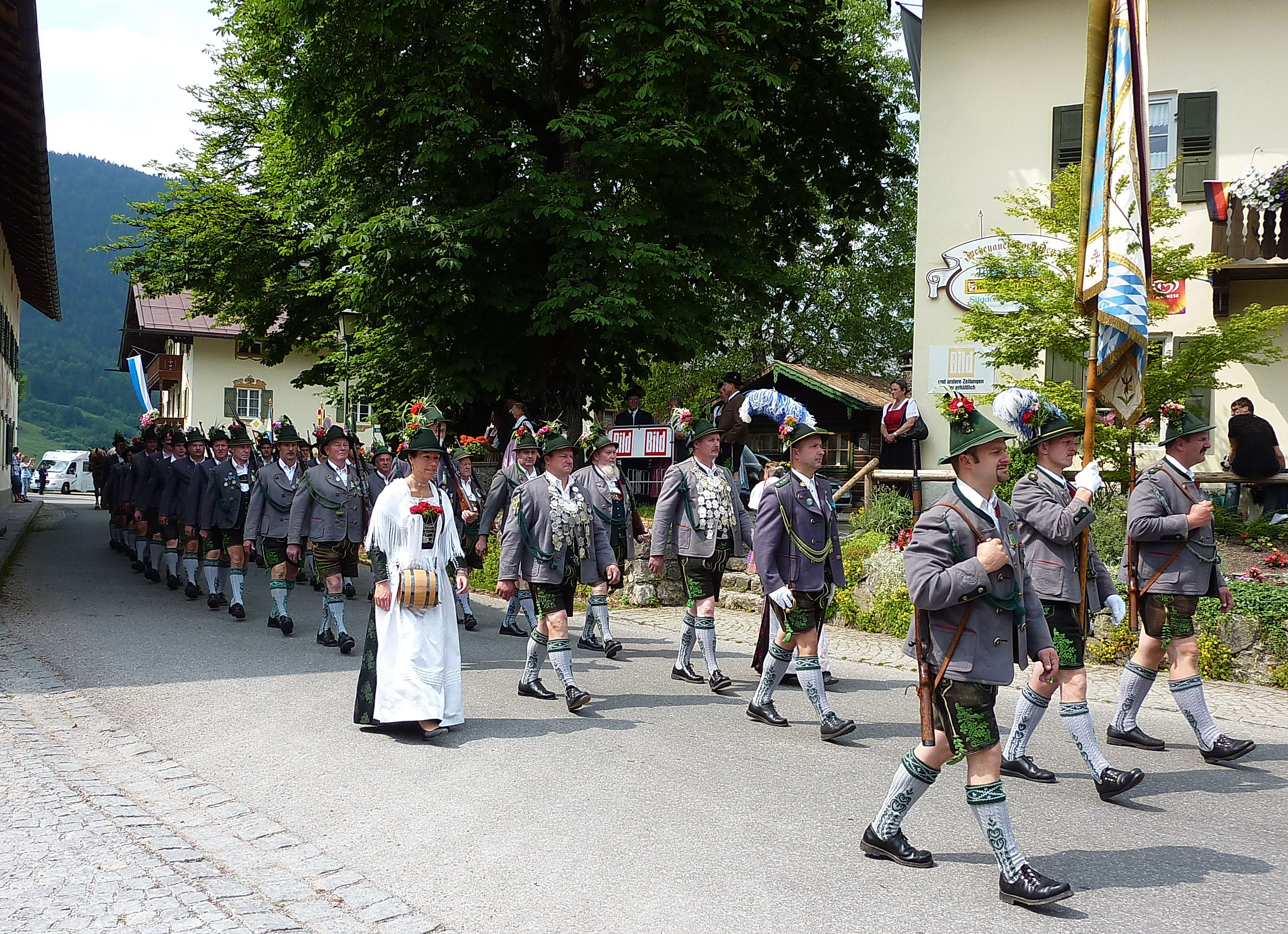
巴伐利亚居民举着州旗游行

巴伐利亞州徽由六個紋章學元素組成：原屬維特爾斯巴赫家族萊茵河畔普法爾茨地區的金獅象徵上普法爾茨；「法蘭克鋸齒紋」代表三個弗蘭肯行政區；藍色豹代表舊巴伐利亞地區；三隻黑獅代表施瓦本地區。中央白藍色的心形盾象徵整個巴伐利亞州，而人民之冠則在王冠廢除後象徵人民主權。小型州徽僅顯示白藍菱形與人民之冠。作為徽章標誌，巴伐利亞菱形與法蘭克鋸齒圖案被廣泛使用。
巴伐利亞自由州擁有兩種地位平等的州旗：白藍菱形旗與水平條紋旗。菱形旗在面向者左上角（即紋章學上的右上角）起始於白色菱形，最少包含21個（含裁切）菱形。這一菱形圖案亦出現在許多曾屬普法爾茨的市鎮與縣的地方紋章中，反映了維特爾斯巴赫家族在該地的歷史。關於法蘭克旗的使用權，目前仍存在爭議。
巴伐利亞州歌為《巴伐利亞之歌》（Bayernlied）。原始歌詞共三節，由米夏埃爾·厄克斯納（Michael Öchsner）撰寫，旋律由康拉德·馬克斯·昆茲（Konrad Max Kunz）譜寫。其官方版本為前兩節，現今仍為正規歌詞，在學校教授並於官方或國家活動中演奏。自1966年起，《巴伐利亞之歌》（原始版本）獲得德意志聯邦共和國的官方讚歌地位。
巴伐利婭（Bavaria）是巴伐利亞的拉丁化稱呼，也是一位女性象徵人物，作為巴伐利亞州的擬人化象徵形象出現，象徵世俗政權的形象，與宗教上的巴伐利亞守護聖母瑪利亞（Patrona Bavariae）形成對比。巴伐利亞獅則是另一個廣泛出現在紀念碑與勳章上的州級象徵。州色為白色與藍色。
| 大州徽 | 小州徽 | 菱形州旗       | 條紋州旗       | 州標 | 「巴伐利亞自由州 – 弗蘭肯」州標 |
| 大州徽 | 小州徽 | 州旗（菱形旗） | 州旗（條紋旗） | 州標 | 弗蘭肯紋章                      |

## 文化
巴伐利亚文化可以一直追溯到1000多年以前。据自由州宪法第3条规定，巴伐利亚应当成为一个“文化邦”。州政府在2003年度的预算中向艺术和文化领域拨款超过550万欧元，除此以外，各级地方政府和个人也对本州的文化事业作出了不可低估的贡献。如巴伐利亚传统的民族舞（der Schuhplattler），就是最古老的欧洲舞蹈，起源于1050年。

### 方言
巴伐利亞地區主要通行三種德語方言：

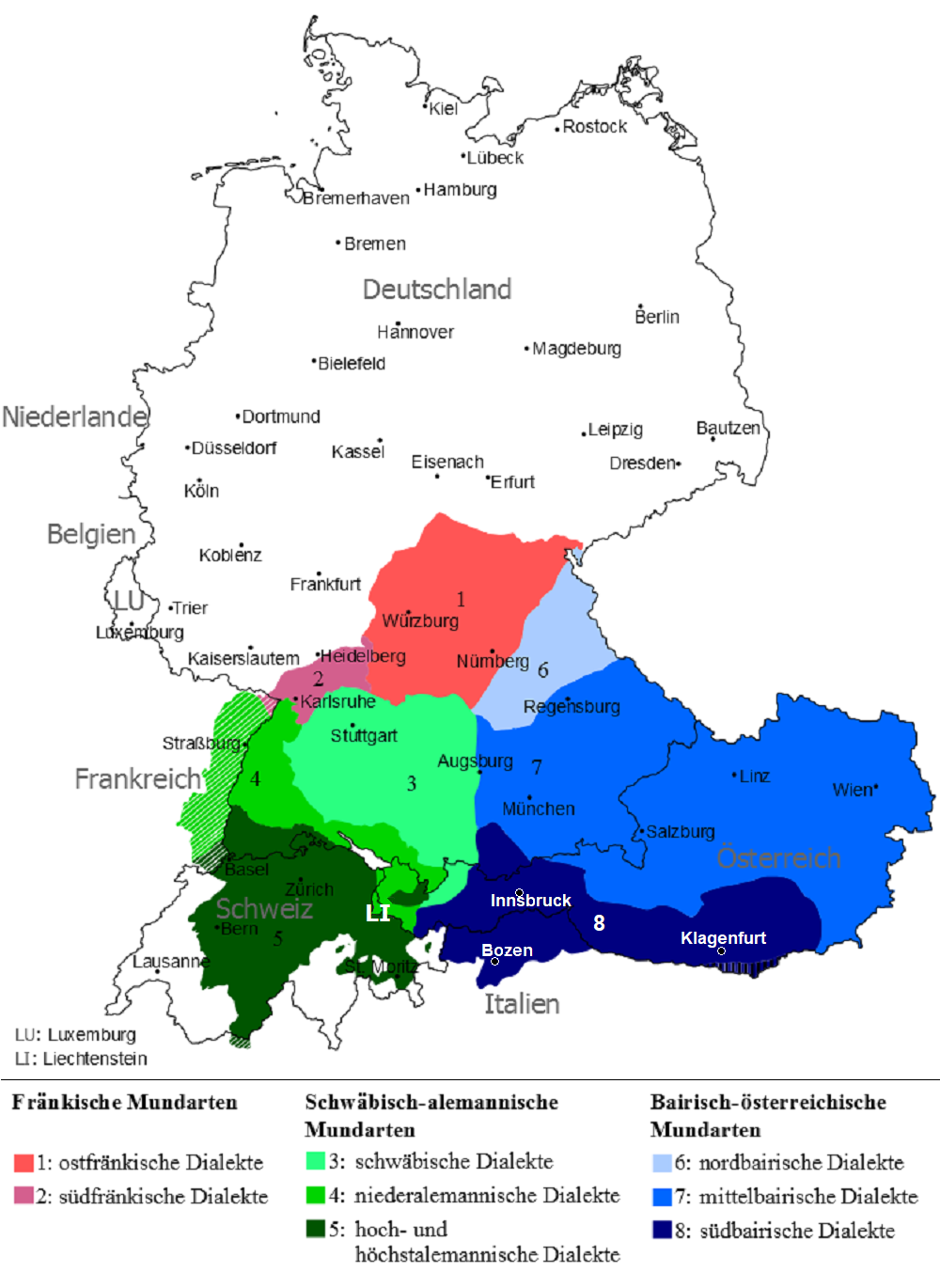
高地德語與中部德語構成德語體系；圖中藍色區域為奥地利-巴伐利亚语方言分布區

- 奧地利-巴伐利亞語：通行於上巴伐利亞、下巴伐利亞與上普法爾茨，合稱「舊巴伐利亞地區」；
- 施瓦本德語：屬於阿勒曼尼語分支，通行於巴伐利亞西南部的施瓦本行政區；
- 東法蘭克德語：通行於巴伐利亞北部的法蘭肯地區。

此外在北部上弗蘭肯的克羅納赫郡小鎮路德維希施塔特，居民則通行圖林根方言。
隨著20世紀的城市化與教育普及，越來越多居民，特別是在城市中，開始使用標準德語。

### 民俗
巴伐利亞人普遍認為自己崇尚平等主義且性格隨和。
他們的社交文化可於每年舉行的慕尼黑啤酒節中一窺全貌，該節慶是全球規模最大的啤酒節，每年吸引約六百萬名訪客。著名的啤酒花園（Biergärten）亦展現了巴伐利亞人熱情友善的一面。
在傳統的巴伐利亞啤酒花園中，顧客可自帶食物，但必須向花園所屬酒廠購買啤酒與飲料。

### 巴伐利亞認同
巴伐利亞人經常強調其獨立民族認同，認為自己首先是「巴伐利亞人」，其次才是「德國人」。以19世紀定義，巴伐利亞王國僅於1806至1871年間真正獨立存在。1871年加入普魯士主導的德意志帝國後，這種獨立認同更加強烈，尤其受到巴伐利亞民族主義者支持，主張維持天主教與政治獨立地位。如今除少數如巴伐利亞黨等政黨外，多數巴伐利亞人已接受其作為德國一部分的現實。
此外，巴伐利亞並非文化上完全統一的地區。老巴伐利亞（Altbayern，即1806–1815年前的歷史核心地區）居民講巴伐利亞德語，而北部的弗蘭肯與西南的施瓦本則有各自的文化與語言，如東弗蘭肯語與施瓦本語。

## 体育
巴伐利亚有两支球队在德甲联赛中比赛：分别是主场位于慕尼黑的拜仁慕尼黑和位于奥格斯堡的奥格斯堡FC。在德乙中也有菲尔特、雅恩雷根斯堡和纽伦堡三支球队参赛。

## 飲食
- 巴伐利亞白香腸
- 德國烤豬腳

## 政治

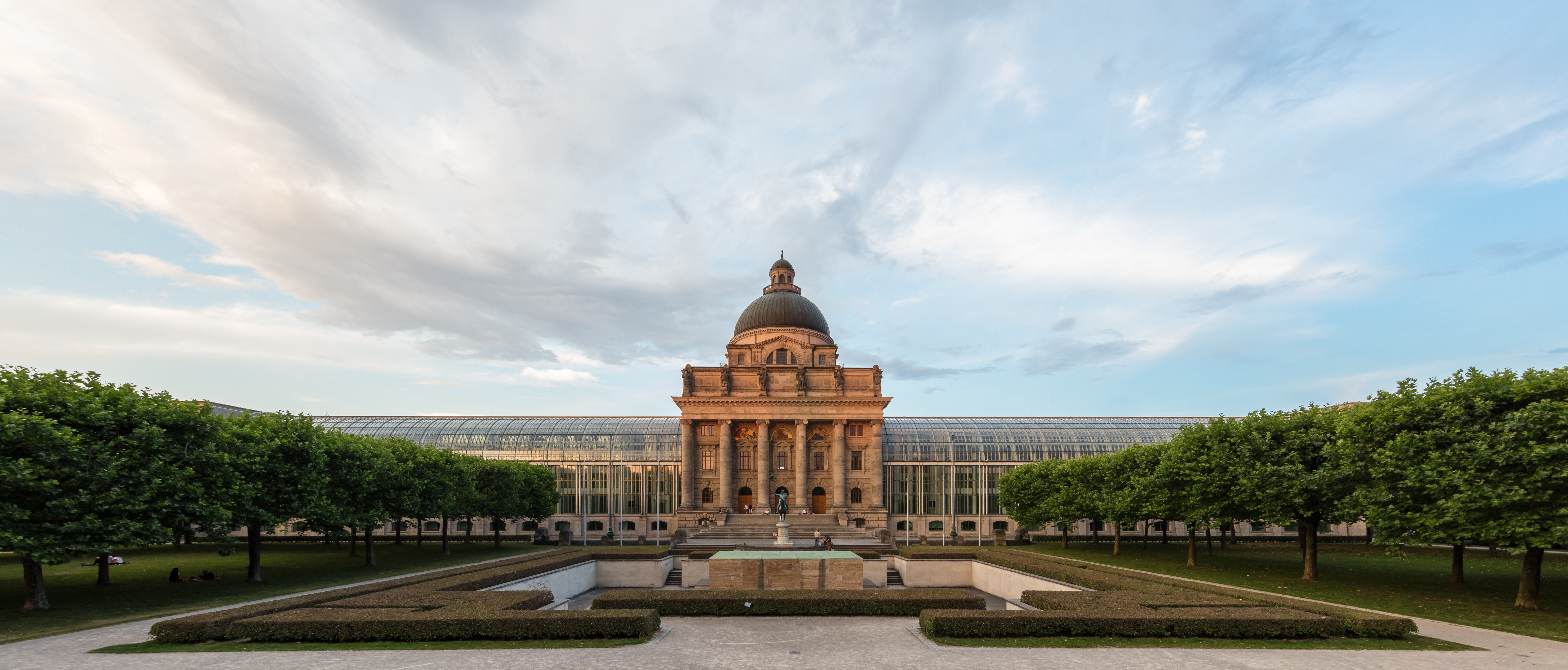
巴伐利亞州議會大廈

巴伐利亞州擁有一個一院制的州议会，並實行普选制度。1999年以前，邦內還有一個參議院（Senat），其成員是從巴伐利亞的社會與經濟團體中挑選出來的，不過已經在1998年的一場公民投票中廢止。目前巴伐利亞的政府首腦稱為部长主席（Ministerpräsident）。
巴伐利亞長期以來較為支持德國的保守派，其中基督教社会联盟從1946年開始，便在此地擁有龐大優勢。並且從1957年其成員當選部长主席之後，執政就不曾中斷。

### 州議會

現任州議會席位分布：
社會民主黨（SPD）：17席
聯盟90/綠黨：32席
巴伐利亞自由選民黨：37席
巴伐利亞基督教社會聯盟（CSU）：85席
德國另類選擇黨（AfD）：32席

最近一次州议会选举于2023年10月8日举行。基社盟（CSU）几乎保持了上次选举的得票率，获得了37%的选票。绿党较上次选举下滑了3个百分点，得票率为14.4%。社民党（SPD）再次失利，得票率降至8.4%。自由民主党（FDP）未能跨过5%的得票门槛，因此再次无缘州议会，这是继2013年选举后第二次未能进入议会。右翼民粹主义政党德国选择党（AfD）则获得了14.6%的选票，比上次增长了4个百分点。
中右翼的自由选民党获得了15.8%的选票，并第二次与基社盟组成联合政府，从而使马库斯·索德再次当选为巴伐利亚州州长。

### 州長
| 巴伐利亞历任州長 | 巴伐利亞历任州長                             | 巴伐利亞历任州長 | 巴伐利亞历任州長 | 巴伐利亞历任州長 | 巴伐利亞历任州長 |
| 編號             | 姓名                                         | 出生與逝世年份   | 所屬政黨         | 任期開始         | 任期結束         |
| ---------------- | -------------------------------------------- | ---------------- | ---------------- | ---------------- | ---------------- |
| 1                | 弗里茨·謝弗爾（Fritz Schäffer）              | 1888–1967        | 基社盟           | 1945             | 1945             |
| 2                | 威廉·黑格納（Wilhelm Hoegner）               | 1887–1980        | 社民黨           | 1945             | 1946             |
| 3                | 漢斯·艾哈德（Hans Ehard）                    | 1887–1980        | 基社盟（CSU）    | 1946             | 1954             |
| 4                | 威廉·黑格納（Wilhelm Hoegner）               | 1887–1980        | 社民黨（SPD）    | 1954             | 1957             |
| 5                | 漢斯·賽德爾（Hanns Seidel）                  | 1901–1961        | 基社盟（CSU）    | 1957             | 1960             |
| 6                | 漢斯·艾哈德（Hans Ehard）                    | 1887–1980        | 基社盟（CSU）    | 1960             | 1962             |
| 7                | 阿爾方斯·戈佩爾（Alfons Goppel）             | 1905–1991        | 基社盟（CSU）    | 1962             | 1978             |
| 8                | 弗朗茨·約瑟夫·施特勞斯（Franz Josef Strauß） | 1915–1988        | 基社盟（CSU）    | 1978             | 1988             |
| 9                | 馬克斯·施特賴布爾（Max Streibl）             | 1932–1998        | 基社盟（CSU）    | 1988             | 1993             |
| 10               | 埃德蒙德·施托伊伯（Edmund Stoiber）          | *1941            | 基社盟（CSU）    | 1993             | 2007             |
| 11               | 君特·貝克施泰因（Günther Beckstein）         | *1943            | 基社盟（CSU）    | 2007             | 2008             |
| 12               | 霍斯特·澤霍費爾（Horst Seehofer）            | *1949            | 基社盟（CSU）    | 2008             | 2018             |
| 13               | 馬庫斯·索德（Markus Söder）                  | *1967            | 基社盟（CSU）    | 2018             | 現任             |

### 自由州
與德國大多數簡單稱為「某某州」（Land ...）的邦不同，巴伐利亞採用「巴伐利亞自由州」（德語：Freistaat Bayern）的稱謂。這與其他邦的差異僅僅是術語上的，因為德國憲法並不區分「州」（Land）與「自由州」（Freistaat），就如同部分城市稱自己為自由市一樣。這種情況類似於美國部分州份（如馬薩諸塞）稱自己為「邦聯」（Commonwealth）而非「州」（State）。
「自由州」一詞起源於19世紀，作為德語中對拉丁語詞「共和國」（republic）的替代或翻譯。在德國君主制被廢除之後，這一名稱於魏瑪共和國時期廣泛用於各邦。與許多在戰後新成立的邦不同，巴伐利亞在第二次世界大戰後恢復了「自由州」的稱謂。目前還有另外兩個邦——薩克森與圖林根，也自稱為「自由州」。